# Lista de asteroides (340001-341000)
Esta é uma lista parcial de asteroides, do asteroide número 340001 até o 341000, inclusive. Veja também o índice com todas as listas disponíveis.

| Objeto Próximos à Terra | Cinturão de asteroides (interno) | Cinturão de asteroides (externo) | Centauro       |
| Cruzador de Marte       | Cinturão de asteroides (meio)    | Troianos de Júpiter              | Transnetuniano |

Veja mais dados de cada asteroide na ligação externa para o Minor Planet Center na última coluna.
Índice: 340001... 340101... 340201... 340301... 340401... 340501... 340601... 340701... 340801... 340901... 

## 340001–340100
| Designação        | Designação | Descoberta  | Descoberta    | Descobridor(es)     | Categoria | Mais informações / Referência |
| Permanente        | Provisória | Data        | Local         | Descobridor(es)     | Categoria | Mais informações / Referência |
| ----------------- | ---------- | ----------- | ------------- | ------------------- | --------- | ----------------------------- |
| 340001            | 2005 UH299 | 26 out 2005 | Kitt Peak     | Spacewatch          | —         | MPC                           |
| 340002            | 2005 UL300 | 26 out 2005 | Kitt Peak     | Spacewatch          | —         | MPC                           |
| 340003            | 2005 UJ305 | 27 out 2005 | Kitt Peak     | Spacewatch          | —         | MPC                           |
| 340004            | 2005 UM308 | 27 out 2005 | Mount Lemmon  | Mount Lemmon Survey | —         | MPC                           |
| 340005            | 2005 UJ311 | 29 out 2005 | Catalina      | CSS                 | —         | MPC                           |
| 340006            | 2005 UL311 | 29 out 2005 | Mount Lemmon  | Mount Lemmon Survey | —         | MPC                           |
| 340007            | 2005 UH312 | 29 out 2005 | Mount Lemmon  | Mount Lemmon Survey | —         | MPC                           |
| 340008            | 2005 UX312 | 29 out 2005 | Catalina      | CSS                 | —         | MPC                           |
| 340009            | 2005 UL314 | 28 out 2005 | Catalina      | CSS                 | —         | MPC                           |
| 340010            | 2005 UN318 | 27 out 2005 | Kitt Peak     | Spacewatch          | Pallas    | MPC                           |
| 340011            | 2005 UW332 | 29 out 2005 | Mount Lemmon  | Mount Lemmon Survey | —         | MPC                           |
| 340012            | 2005 UK336 | 30 out 2005 | Kitt Peak     | Spacewatch          | —         | MPC                           |
| 340013            | 2005 UR341 | 31 out 2005 | Kitt Peak     | Spacewatch          | —         | MPC                           |
| 340014            | 2005 UF344 | 29 out 2005 | Kitt Peak     | Spacewatch          | —         | MPC                           |
| 340015            | 2005 UN344 | 29 out 2005 | Kitt Peak     | Spacewatch          | —         | MPC                           |
| 340016            | 2005 UB351 | 29 out 2005 | Catalina      | CSS                 | —         | MPC                           |
| 340017            | 2005 US353 | 29 out 2005 | Catalina      | CSS                 | —         | MPC                           |
| 340018            | 2005 UO355 | 29 out 2005 | Catalina      | CSS                 | —         | MPC                           |
| 340019            | 2005 UF369 | 27 out 2005 | Kitt Peak     | Spacewatch          | —         | MPC                           |
| 340020            | 2005 UE370 | 27 out 2005 | Kitt Peak     | Spacewatch          | Mitidika  | MPC                           |
| 340021            | 2005 UF371 | 27 out 2005 | Mount Lemmon  | Mount Lemmon Survey | —         | MPC                           |
| 340022            | 2005 UE374 | 27 out 2005 | Kitt Peak     | Spacewatch          | —         | MPC                           |
| 340023            | 2005 UP376 | 27 out 2005 | Kitt Peak     | Spacewatch          | —         | MPC                           |
| 340024            | 2005 UO387 | 30 out 2005 | Mount Lemmon  | Mount Lemmon Survey | —         | MPC                           |
| 340025            | 2005 UP393 | 28 out 2005 | Catalina      | CSS                 | —         | MPC                           |
| 340026            | 2005 UT403 | 29 out 2005 | Mount Lemmon  | Mount Lemmon Survey | Mitidika  | MPC                           |
| 340027            | 2005 UN412 | 31 out 2005 | Mount Lemmon  | Mount Lemmon Survey | —         | MPC                           |
| 340028            | 2005 UV412 | 31 out 2005 | Mount Lemmon  | Mount Lemmon Survey | Juno      | MPC                           |
| 340029            | 2005 UU427 | 28 out 2005 | Kitt Peak     | Spacewatch          | —         | MPC                           |
| 340030            | 2005 UG434 | 29 out 2005 | Mount Lemmon  | Mount Lemmon Survey | —         | MPC                           |
| 340031            | 2005 UW437 | 26 out 2005 | Kitt Peak     | Spacewatch          | —         | MPC                           |
| 340032            | 2005 UZ440 | 29 out 2005 | Catalina      | CSS                 | —         | MPC                           |
| 340033            | 2005 UG444 | 30 out 2005 | Kitt Peak     | Spacewatch          | —         | MPC                           |
| 340034            | 2005 UQ454 | 27 out 2005 | Anderson Mesa | LONEOS              | —         | MPC                           |
| 340035            | 2005 UN459 | 27 out 2005 | Mount Lemmon  | Mount Lemmon Survey | —         | MPC                           |
| 340036            | 2005 UL461 | 28 out 2005 | Mount Lemmon  | Mount Lemmon Survey | —         | MPC                           |
| 340037            | 2005 UX476 | 25 out 2005 | Kitt Peak     | Spacewatch          | Juno      | MPC                           |
| 340038            | 2005 UU478 | 27 out 2005 | Kitt Peak     | Spacewatch          | —         | MPC                           |
| 340039            | 2005 UH484 | 22 out 2005 | Palomar       | NEAT                | —         | MPC                           |
| 340040            | 2005 UN485 | 22 out 2005 | Catalina      | CSS                 | —         | MPC                           |
| 340041            | 2005 UE490 | 23 out 2005 | Catalina      | CSS                 | —         | MPC                           |
| 340042            | 2005 UP490 | 25 set 2005 | Kitt Peak     | Spacewatch          | —         | MPC                           |
| 340043            | 2005 UH508 | 25 out 2005 | Kitt Peak     | Spacewatch          | —         | MPC                           |
| 340044            | 2005 UO508 | 27 out 2005 | Mount Lemmon  | Mount Lemmon Survey | —         | MPC                           |
| 340045            | 2005 UP509 | 28 out 2005 | Kitt Peak     | Spacewatch          | —         | MPC                           |
| 340046            | 2005 UY513 | 27 out 2005 | Mount Lemmon  | Mount Lemmon Survey | —         | MPC                           |
| 340047            | 2005 UP530 | 25 out 2005 | Catalina      | CSS                 | Mitidika  | MPC                           |
| 340048            | 2005 VT5   | 10 nov 2005 | Catalina      | CSS                 | —         | MPC                           |
| 340049            | 2005 VK15  | 1 nov 2005  | Socorro       | LINEAR              | —         | MPC                           |
| 340050            | 2005 VL16  | 3 nov 2005  | Socorro       | LINEAR              | —         | MPC                           |
| 340051            | 2005 VK20  | 1 nov 2005  | Kitt Peak     | Spacewatch          | —         | MPC                           |
| 340052            | 2005 VC23  | 25 out 2005 | Kitt Peak     | Spacewatch          | —         | MPC                           |
| 340053            | 2005 VB24  | 1 nov 2005  | Kitt Peak     | Spacewatch          | —         | MPC                           |
| 340054            | 2005 VT24  | 1 nov 2005  | Kitt Peak     | Spacewatch          | —         | MPC                           |
| 340055            | 2005 VX29  | 4 nov 2005  | Kitt Peak     | Spacewatch          | —         | MPC                           |
| 340056            | 2005 VG30  | 4 nov 2005  | Kitt Peak     | Spacewatch          | —         | MPC                           |
| 340057            | 2005 VP31  | 4 nov 2005  | Kitt Peak     | Spacewatch          | —         | MPC                           |
| 340058            | 2005 VY32  | 4 nov 2005  | Kitt Peak     | Spacewatch          | —         | MPC                           |
| 340059            | 2005 VX33  | 2 nov 2005  | Mount Lemmon  | Mount Lemmon Survey | —         | MPC                           |
| 340060            | 2005 VA40  | 4 nov 2005  | Catalina      | CSS                 | —         | MPC                           |
| 340061            | 2005 VE40  | 4 nov 2005  | Mount Lemmon  | Mount Lemmon Survey | —         | MPC                           |
| 340062            | 2005 VX41  | 3 nov 2005  | Socorro       | LINEAR              | —         | MPC                           |
| 340063            | 2005 VK47  | 5 nov 2005  | Kitt Peak     | Spacewatch          | —         | MPC                           |
| 340064            | 2005 VH51  | 3 nov 2005  | Catalina      | CSS                 | —         | MPC                           |
| 340065            | 2005 VC56  | 4 nov 2005  | Kitt Peak     | Spacewatch          | —         | MPC                           |
| 340066            | 2005 VD56  | 4 nov 2005  | Kitt Peak     | Spacewatch          | —         | MPC                           |
| 340067            | 2005 VB67  | 28 out 2005 | Kitt Peak     | Spacewatch          | —         | MPC                           |
| 340068            | 2005 VV71  | 1 nov 2005  | Mount Lemmon  | Mount Lemmon Survey | Mitidika  | MPC                           |
| 340069            | 2005 VW78  | 6 nov 2005  | Mount Lemmon  | Mount Lemmon Survey | —         | MPC                           |
| 340070            | 2005 VH81  | 5 nov 2005  | Kitt Peak     | Spacewatch          | —         | MPC                           |
| 340071 Vanmunster | 2005 VF82  | 9 nov 2005  | Uccle         | P. De Cat           | —         | MPC                           |
| 340072            | 2005 VO107 | 5 nov 2005  | Kitt Peak     | Spacewatch          | —         | MPC                           |
| 340073            | 2005 VV113 | 10 nov 2005 | Kitt Peak     | Spacewatch          | —         | MPC                           |
| 340074            | 2005 VA118 | 12 nov 2005 | Kitt Peak     | Spacewatch          | —         | MPC                           |
| 340075            | 2005 WQ5   | 21 nov 2005 | Kitt Peak     | Spacewatch          | —         | MPC                           |
| 340076            | 2005 WX6   | 21 nov 2005 | Catalina      | CSS                 | —         | MPC                           |
| 340077            | 2005 WP7   | 21 nov 2005 | Junk Bond     | D. Healy            | Mitidika  | MPC                           |
| 340078            | 2005 WM10  | 22 nov 2005 | Kitt Peak     | Spacewatch          | —         | MPC                           |
| 340079            | 2005 WH17  | 22 nov 2005 | Kitt Peak     | Spacewatch          | —         | MPC                           |
| 340080            | 2005 WA25  | 21 nov 2005 | Kitt Peak     | Spacewatch          | —         | MPC                           |
| 340081            | 2005 WC25  | 21 nov 2005 | Kitt Peak     | Spacewatch          | —         | MPC                           |
| 340082            | 2005 WF26  | 21 nov 2005 | Kitt Peak     | Spacewatch          | Pallas    | MPC                           |
| 340083            | 2005 WK27  | 21 nov 2005 | Kitt Peak     | Spacewatch          | Mitidika  | MPC                           |
| 340084            | 2005 WR28  | 21 nov 2005 | Kitt Peak     | Spacewatch          | —         | MPC                           |
| 340085            | 2005 WZ28  | 21 nov 2005 | Kitt Peak     | Spacewatch          | —         | MPC                           |
| 340086            | 2005 WL33  | 21 nov 2005 | Kitt Peak     | Spacewatch          | Juno      | MPC                           |
| 340087            | 2005 WE38  | 22 nov 2005 | Kitt Peak     | Spacewatch          | Mitidika  | MPC                           |
| 340088            | 2005 WV39  | 25 nov 2005 | Mount Lemmon  | Mount Lemmon Survey | —         | MPC                           |
| 340089            | 2005 WZ42  | 21 nov 2005 | Kitt Peak     | Spacewatch          | —         | MPC                           |
| 340090            | 2005 WW47  | 25 nov 2005 | Kitt Peak     | Spacewatch          | Mitidika  | MPC                           |
| 340091            | 2005 WZ47  | 25 nov 2005 | Kitt Peak     | Spacewatch          | —         | MPC                           |
| 340092            | 2005 WK55  | 26 nov 2005 | Mount Lemmon  | Mount Lemmon Survey | Chloris   | MPC                           |
| 340093            | 2005 WR56  | 29 nov 2005 | Socorro       | LINEAR              | —         | MPC                           |
| 340094            | 2005 WM67  | 22 nov 2005 | Kitt Peak     | Spacewatch          | —         | MPC                           |
| 340095            | 2005 WY70  | 21 nov 2005 | Kitt Peak     | Spacewatch          | —         | MPC                           |
| 340096            | 2005 WS73  | 26 nov 2005 | Mount Lemmon  | Mount Lemmon Survey | —         | MPC                           |
| 340097            | 2005 WF75  | 25 nov 2005 | Kitt Peak     | Spacewatch          | —         | MPC                           |
| 340098            | 2005 WQ96  | 26 nov 2005 | Kitt Peak     | Spacewatch          | Mitidika  | MPC                           |
| 340099            | 2005 WV100 | 29 nov 2005 | Socorro       | LINEAR              | —         | MPC                           |
| 340100            | 2005 WO105 | 29 nov 2005 | Kitt Peak     | Spacewatch          | —         | MPC                           |

## 340101–340200
| Designação | Designação | Descoberta  | Descoberta   | Descobridor(es)     | Categoria | Mais informações / Referência |
| Permanente | Provisória | Data        | Local        | Descobridor(es)     | Categoria | Mais informações / Referência |
| ---------- | ---------- | ----------- | ------------ | ------------------- | --------- | ----------------------------- |
| 340101     | 2005 WO108 | 29 nov 2005 | Socorro      | LINEAR              | Mitidika  | MPC                           |
| 340102     | 2005 WS109 | 30 nov 2005 | Kitt Peak    | Spacewatch          | Pallas    | MPC                           |
| 340103     | 2005 WE116 | 30 nov 2005 | Socorro      | LINEAR              | —         | MPC                           |
| 340104     | 2005 WR117 | 28 nov 2005 | Socorro      | LINEAR              | —         | MPC                           |
| 340105     | 2005 WC118 | 28 nov 2005 | Catalina     | CSS                 | —         | MPC                           |
| 340106     | 2005 WW120 | 30 nov 2005 | Socorro      | LINEAR              | Mitidika  | MPC                           |
| 340107     | 2005 WY128 | 25 nov 2005 | Mount Lemmon | Mount Lemmon Survey | Juno      | MPC                           |
| 340108     | 2005 WY139 | 26 nov 2005 | Mount Lemmon | Mount Lemmon Survey | Mitidika  | MPC                           |
| 340109     | 2005 WC147 | 25 nov 2005 | Kitt Peak    | Spacewatch          | —         | MPC                           |
| 340110     | 2005 WO147 | 25 nov 2005 | Catalina     | CSS                 | —         | MPC                           |
| 340111     | 2005 WZ155 | 29 nov 2005 | Palomar      | NEAT                | —         | MPC                           |
| 340112     | 2005 WY164 | 22 out 2005 | Kitt Peak    | Spacewatch          | —         | MPC                           |
| 340113     | 2005 WM168 | 30 nov 2005 | Kitt Peak    | Spacewatch          | —         | MPC                           |
| 340114     | 2005 WW170 | 30 nov 2005 | Kitt Peak    | Spacewatch          | —         | MPC                           |
| 340115     | 2005 WE176 | 30 nov 2005 | Kitt Peak    | Spacewatch          | —         | MPC                           |
| 340116     | 2005 WF192 | 25 nov 2005 | Catalina     | CSS                 | —         | MPC                           |
| 340117     | 2005 WT192 | 26 nov 2005 | Socorro      | LINEAR              | —         | MPC                           |
| 340118     | 2005 WW192 | 26 nov 2005 | Catalina     | CSS                 | —         | MPC                           |
| 340119     | 2005 WO193 | 28 nov 2005 | Socorro      | LINEAR              | —         | MPC                           |
| 340120     | 2005 WL197 | 21 nov 2005 | Kitt Peak    | Spacewatch          | —         | MPC                           |
| 340121     | 2005 WX199 | 25 nov 2005 | Kitt Peak    | Spacewatch          | —         | MPC                           |
| 340122     | 2005 WG201 | 28 nov 2005 | Kitt Peak    | Spacewatch          | —         | MPC                           |
| 340123     | 2005 WY207 | 29 nov 2005 | Mount Lemmon | Mount Lemmon Survey | Mitidika  | MPC                           |
| 340124     | 2005 XD3   | 1 dez 2005  | Socorro      | LINEAR              | —         | MPC                           |
| 340125     | 2005 XH5   | 4 dez 2005  | Kitt Peak    | Spacewatch          | —         | MPC                           |
| 340126     | 2005 XQ16  | 1 dez 2005  | Kitt Peak    | Spacewatch          | —         | MPC                           |
| 340127     | 2005 XG18  | 1 dez 2005  | Kitt Peak    | Spacewatch          | —         | MPC                           |
| 340128     | 2005 XX28  | 2 dez 2005  | Socorro      | LINEAR              | —         | MPC                           |
| 340129     | 2005 XL36  | 4 dez 2005  | Kitt Peak    | Spacewatch          | Mitidika  | MPC                           |
| 340130     | 2005 XK41  | 6 dez 2005  | Kitt Peak    | Spacewatch          | —         | MPC                           |
| 340131     | 2005 XY51  | 2 dez 2005  | Kitt Peak    | Spacewatch          | —         | MPC                           |
| 340132     | 2005 XT73  | 6 dez 2005  | Kitt Peak    | Spacewatch          | —         | MPC                           |
| 340133     | 2005 XD82  | 8 dez 2005  | Mount Lemmon | Mount Lemmon Survey | —         | MPC                           |
| 340134     | 2005 XG84  | 8 dez 2005  | Catalina     | CSS                 | —         | MPC                           |
| 340135     | 2005 XH117 | 7 dez 2005  | Kitt Peak    | Spacewatch          | —         | MPC                           |
| 340136     | 2005 YK6   | 21 dez 2005 | Catalina     | CSS                 | —         | MPC                           |
| 340137     | 2005 YS13  | 22 dez 2005 | Kitt Peak    | Spacewatch          | —         | MPC                           |
| 340138     | 2005 YK24  | 24 dez 2005 | Kitt Peak    | Spacewatch          | —         | MPC                           |
| 340139     | 2005 YX24  | 24 dez 2005 | Kitt Peak    | Spacewatch          | —         | MPC                           |
| 340140     | 2005 YW25  | 24 dez 2005 | Kitt Peak    | Spacewatch          | —         | MPC                           |
| 340141     | 2005 YQ33  | 24 dez 2005 | Kitt Peak    | Spacewatch          | —         | MPC                           |
| 340142     | 2005 YM39  | 26 dez 2005 | Catalina     | CSS                 | —         | MPC                           |
| 340143     | 2005 YV42  | 24 dez 2005 | Kitt Peak    | Spacewatch          | —         | MPC                           |
| 340144     | 2005 YJ43  | 24 dez 2005 | Kitt Peak    | Spacewatch          | —         | MPC                           |
| 340145     | 2005 YG52  | 26 dez 2005 | Mount Lemmon | Mount Lemmon Survey | —         | MPC                           |
| 340146     | 2005 YH52  | 26 dez 2005 | Mount Lemmon | Mount Lemmon Survey | —         | MPC                           |
| 340147     | 2005 YA54  | 24 dez 2005 | Kitt Peak    | Spacewatch          | Mitidika  | MPC                           |
| 340148     | 2005 YG62  | 24 dez 2005 | Kitt Peak    | Spacewatch          | Pallas    | MPC                           |
| 340149     | 2005 YL63  | 24 dez 2005 | Kitt Peak    | Spacewatch          | —         | MPC                           |
| 340150     | 2005 YB71  | 22 dez 2005 | Kitt Peak    | Spacewatch          | —         | MPC                           |
| 340151     | 2005 YX73  | 24 dez 2005 | Kitt Peak    | Spacewatch          | —         | MPC                           |
| 340152     | 2005 YV82  | 24 dez 2005 | Kitt Peak    | Spacewatch          | —         | MPC                           |
| 340153     | 2005 YP83  | 24 dez 2005 | Kitt Peak    | Spacewatch          | Mitidika  | MPC                           |
| 340154     | 2005 YN89  | 26 dez 2005 | Mount Lemmon | Mount Lemmon Survey | —         | MPC                           |
| 340155     | 2005 YW92  | 27 dez 2005 | Mount Lemmon | Mount Lemmon Survey | —         | MPC                           |
| 340156     | 2005 YR97  | 24 dez 2005 | Kitt Peak    | Spacewatch          | —         | MPC                           |
| 340157     | 2005 YG99  | 28 dez 2005 | Mount Lemmon | Mount Lemmon Survey | —         | MPC                           |
| 340158     | 2005 YD100 | 28 dez 2005 | Kitt Peak    | Spacewatch          | —         | MPC                           |
| 340159     | 2005 YQ103 | 25 dez 2005 | Kitt Peak    | Spacewatch          | —         | MPC                           |
| 340160     | 2005 YV112 | 25 dez 2005 | Mount Lemmon | Mount Lemmon Survey | —         | MPC                           |
| 340161     | 2005 YE114 | 25 dez 2005 | Kitt Peak    | Spacewatch          | —         | MPC                           |
| 340162     | 2005 YD120 | 27 dez 2005 | Mount Lemmon | Mount Lemmon Survey | —         | MPC                           |
| 340163     | 2005 YO133 | 26 dez 2005 | Kitt Peak    | Spacewatch          | —         | MPC                           |
| 340164     | 2005 YY138 | 27 dez 2005 | Mount Lemmon | Mount Lemmon Survey | Phocaea   | MPC                           |
| 340165     | 2005 YS140 | 28 dez 2005 | Mount Lemmon | Mount Lemmon Survey | —         | MPC                           |
| 340166     | 2005 YM144 | 28 dez 2005 | Mount Lemmon | Mount Lemmon Survey | —         | MPC                           |
| 340167     | 2005 YE146 | 29 dez 2005 | Mount Lemmon | Mount Lemmon Survey | —         | MPC                           |
| 340168     | 2005 YA148 | 25 dez 2005 | Kitt Peak    | Spacewatch          | —         | MPC                           |
| 340169     | 2005 YH151 | 25 dez 2005 | Kitt Peak    | Spacewatch          | —         | MPC                           |
| 340170     | 2005 YT151 | 26 dez 2005 | Kitt Peak    | Spacewatch          | —         | MPC                           |
| 340171     | 2005 YU153 | 29 dez 2005 | Socorro      | LINEAR              | —         | MPC                           |
| 340172     | 2005 YJ166 | 27 dez 2005 | Kitt Peak    | Spacewatch          | —         | MPC                           |
| 340173     | 2005 YD173 | 24 dez 2005 | Socorro      | LINEAR              | —         | MPC                           |
| 340174     | 2005 YT176 | 22 dez 2005 | Kitt Peak    | Spacewatch          | —         | MPC                           |
| 340175     | 2005 YK178 | 24 dez 2005 | Kitt Peak    | Spacewatch          | —         | MPC                           |
| 340176     | 2005 YL182 | 30 dez 2005 | Socorro      | LINEAR              | —         | MPC                           |
| 340177     | 2005 YM182 | 30 dez 2005 | Socorro      | LINEAR              | —         | MPC                           |
| 340178     | 2005 YS182 | 27 dez 2005 | Kitt Peak    | Spacewatch          | —         | MPC                           |
| 340179     | 2005 YN188 | 28 dez 2005 | Mount Lemmon | Mount Lemmon Survey | Mitidika  | MPC                           |
| 340180     | 2005 YQ188 | 28 dez 2005 | Mount Lemmon | Mount Lemmon Survey | —         | MPC                           |
| 340181     | 2005 YY188 | 28 dez 2005 | Mount Lemmon | Mount Lemmon Survey | —         | MPC                           |
| 340182     | 2005 YO192 | 30 dez 2005 | Kitt Peak    | Spacewatch          | —         | MPC                           |
| 340183     | 2005 YX192 | 30 dez 2005 | Kitt Peak    | Spacewatch          | —         | MPC                           |
| 340184     | 2005 YN196 | 24 dez 2005 | Kitt Peak    | Spacewatch          | Juno      | MPC                           |
| 340185     | 2005 YT203 | 25 dez 2005 | Mount Lemmon | Mount Lemmon Survey | —         | MPC                           |
| 340186     | 2005 YX206 | 27 dez 2005 | Kitt Peak    | Spacewatch          | —         | MPC                           |
| 340187     | 2005 YE219 | 31 dez 2005 | Kitt Peak    | Spacewatch          | —         | MPC                           |
| 340188     | 2005 YJ230 | 26 dez 2005 | Kitt Peak    | Spacewatch          | —         | MPC                           |
| 340189     | 2005 YP230 | 26 dez 2005 | Kitt Peak    | Spacewatch          | —         | MPC                           |
| 340190     | 2005 YT240 | 29 dez 2005 | Kitt Peak    | Spacewatch          | —         | MPC                           |
| 340191     | 2005 YS266 | 25 dez 2005 | Kitt Peak    | Spacewatch          | —         | MPC                           |
| 340192     | 2005 YP267 | 25 dez 2005 | Mount Lemmon | Mount Lemmon Survey | —         | MPC                           |
| 340193     | 2005 YB268 | 25 dez 2005 | Mount Lemmon | Mount Lemmon Survey | —         | MPC                           |
| 340194     | 2005 YE271 | 28 dez 2005 | Kitt Peak    | Spacewatch          | —         | MPC                           |
| 340195     | 2005 YA275 | 25 dez 2005 | Catalina     | CSS                 | —         | MPC                           |
| 340196     | 2005 YX275 | 10 mar 2003 | Kitt Peak    | Spacewatch          | —         | MPC                           |
| 340197     | 2005 YL290 | 25 dez 2005 | Mount Lemmon | Mount Lemmon Survey | —         | MPC                           |
| 340198     | 2005 YV291 | 30 dez 2005 | Kitt Peak    | Spacewatch          | —         | MPC                           |
| 340199     | 2006 AQ5   | 2 jan 2006  | Catalina     | CSS                 | —         | MPC                           |
| 340200     | 2006 AL9   | 4 jan 2006  | Kitt Peak    | Spacewatch          | —         | MPC                           |

## 340201–340300
| Designação | Designação | Descoberta  | Descoberta     | Descobridor(es)     | Categoria   | Mais informações / Referência |
| Permanente | Provisória | Data        | Local          | Descobridor(es)     | Categoria   | Mais informações / Referência |
| ---------- | ---------- | ----------- | -------------- | ------------------- | ----------- | ----------------------------- |
| 340201     | 2006 AB15  | 5 jan 2006  | Mount Lemmon   | Mount Lemmon Survey | —           | MPC                           |
| 340202     | 2006 AZ15  | 4 jan 2006  | Mount Lemmon   | Mount Lemmon Survey | —           | MPC                           |
| 340203     | 2006 AR19  | 5 jan 2006  | Kitt Peak      | Spacewatch          | Mitidika    | MPC                           |
| 340204     | 2006 AD33  | 6 jan 2006  | Socorro        | LINEAR              | —           | MPC                           |
| 340205     | 2006 AE33  | 6 jan 2006  | Socorro        | LINEAR              | —           | MPC                           |
| 340206     | 2006 AF33  | 6 jan 2006  | Socorro        | LINEAR              | —           | MPC                           |
| 340207     | 2006 AA34  | 6 jan 2006  | Socorro        | LINEAR              | —           | MPC                           |
| 340208     | 2006 AA40  | 7 jan 2006  | Mount Lemmon   | Mount Lemmon Survey | —           | MPC                           |
| 340209     | 2006 AY52  | 5 jan 2006  | Kitt Peak      | Spacewatch          | —           | MPC                           |
| 340210     | 2006 AU54  | 5 jan 2006  | Kitt Peak      | Spacewatch          | —           | MPC                           |
| 340211     | 2006 AR61  | 5 jan 2006  | Kitt Peak      | Spacewatch          | —           | MPC                           |
| 340212     | 2006 AW69  | 6 jan 2006  | Kitt Peak      | Spacewatch          | Nysa-Polana | MPC                           |
| 340213     | 2006 AK72  | 6 jan 2006  | Mount Lemmon   | Mount Lemmon Survey | —           | MPC                           |
| 340214     | 2006 AV74  | 5 jan 2006  | Catalina       | CSS                 | —           | MPC                           |
| 340215     | 2006 AO84  | 6 jan 2006  | Socorro        | LINEAR              | —           | MPC                           |
| 340216     | 2006 AA93  | 29 dez 2005 | Kitt Peak      | Spacewatch          | —           | MPC                           |
| 340217     | 2006 AJ96  | 6 jan 2006  | Catalina       | CSS                 | Phocaea     | MPC                           |
| 340218     | 2006 AP98  | 7 jan 2006  | Catalina       | CSS                 | —           | MPC                           |
| 340219     | 2006 AQ105 | 7 jan 2006  | Mount Lemmon   | Mount Lemmon Survey | —           | MPC                           |
| 340220     | 2006 BP    | 20 jan 2006 | Catalina       | CSS                 | Phocaea     | MPC                           |
| 340221     | 2006 BV11  | 21 jan 2006 | Kitt Peak      | Spacewatch          | Mitidika    | MPC                           |
| 340222     | 2006 BM24  | 23 jan 2006 | Mount Lemmon   | Mount Lemmon Survey | —           | MPC                           |
| 340223     | 2006 BS32  | 21 jan 2006 | Kitt Peak      | Spacewatch          | —           | MPC                           |
| 340224     | 2006 BY50  | 25 jan 2006 | Mount Lemmon   | Mount Lemmon Survey | Pallas      | MPC                           |
| 340225     | 2006 BR54  | 25 jan 2006 | Kitt Peak      | Spacewatch          | —           | MPC                           |
| 340226     | 2006 BV60  | 18 jan 2006 | Catalina       | CSS                 | —           | MPC                           |
| 340227     | 2006 BZ62  | 20 jan 2006 | Kitt Peak      | Spacewatch          | —           | MPC                           |
| 340228     | 2006 BZ65  | 23 jan 2006 | Kitt Peak      | Spacewatch          | —           | MPC                           |
| 340229     | 2006 BS68  | 23 jan 2006 | Kitt Peak      | Spacewatch          | —           | MPC                           |
| 340230     | 2006 BN72  | 23 jan 2006 | Kitt Peak      | Spacewatch          | —           | MPC                           |
| 340231     | 2006 BH74  | 23 jan 2006 | Kitt Peak      | Spacewatch          | —           | MPC                           |
| 340232     | 2006 BP77  | 23 jan 2006 | Catalina       | CSS                 | —           | MPC                           |
| 340233     | 2006 BM80  | 23 jan 2006 | Kitt Peak      | Spacewatch          | —           | MPC                           |
| 340234     | 2006 BH81  | 23 jan 2006 | Kitt Peak      | Spacewatch          | —           | MPC                           |
| 340235     | 2006 BL81  | 23 jan 2006 | Kitt Peak      | Spacewatch          | —           | MPC                           |
| 340236     | 2006 BE85  | 25 jan 2006 | Kitt Peak      | Spacewatch          | —           | MPC                           |
| 340237     | 2006 BU85  | 25 jan 2006 | Catalina       | CSS                 | —           | MPC                           |
| 340238     | 2006 BL88  | 25 jan 2006 | Kitt Peak      | Spacewatch          | —           | MPC                           |
| 340239     | 2006 BA91  | 26 jan 2006 | Kitt Peak      | Spacewatch          | —           | MPC                           |
| 340240     | 2006 BJ93  | 26 jan 2006 | Kitt Peak      | Spacewatch          | —           | MPC                           |
| 340241     | 2006 BK93  | 26 jan 2006 | Kitt Peak      | Spacewatch          | —           | MPC                           |
| 340242     | 2006 BB100 | 22 jan 2006 | Catalina       | CSS                 | —           | MPC                           |
| 340243     | 2006 BZ109 | 25 jan 2006 | Kitt Peak      | Spacewatch          | —           | MPC                           |
| 340244     | 2006 BR115 | 26 jan 2006 | Kitt Peak      | Spacewatch          | —           | MPC                           |
| 340245     | 2006 BW115 | 26 jan 2006 | Kitt Peak      | Spacewatch          | —           | MPC                           |
| 340246     | 2006 BU117 | 26 jan 2006 | Mount Lemmon   | Mount Lemmon Survey | —           | MPC                           |
| 340247     | 2006 BP118 | 26 jan 2006 | Kitt Peak      | Spacewatch          | —           | MPC                           |
| 340248     | 2006 BB121 | 26 jan 2006 | Kitt Peak      | Spacewatch          | —           | MPC                           |
| 340249     | 2006 BG123 | 26 jan 2006 | Kitt Peak      | Spacewatch          | —           | MPC                           |
| 340250     | 2006 BK124 | 26 jan 2006 | Kitt Peak      | Spacewatch          | —           | MPC                           |
| 340251     | 2006 BB128 | 26 jan 2006 | Kitt Peak      | Spacewatch          | —           | MPC                           |
| 340252     | 2006 BB130 | 26 jan 2006 | Kitt Peak      | Spacewatch          | —           | MPC                           |
| 340253     | 2006 BJ131 | 26 jan 2006 | Mount Lemmon   | Mount Lemmon Survey | —           | MPC                           |
| 340254     | 2006 BL133 | 26 jan 2006 | Kitt Peak      | Spacewatch          | Meliboea    | MPC                           |
| 340255     | 2006 BK136 | 28 jan 2006 | Mount Lemmon   | Mount Lemmon Survey | Mitidika    | MPC                           |
| 340256     | 2006 BW139 | 30 jan 2006 | Cordell-Lorenz | Cordell–Lorenz Obs. | —           | MPC                           |
| 340257     | 2006 BU142 | 26 jan 2006 | Mount Lemmon   | Mount Lemmon Survey | —           | MPC                           |
| 340258     | 2006 BF148 | 22 jan 2006 | Catalina       | CSS                 | —           | MPC                           |
| 340259     | 2006 BG151 | 25 jan 2006 | Kitt Peak      | Spacewatch          | —           | MPC                           |
| 340260     | 2006 BY153 | 25 jan 2006 | Anderson Mesa  | LONEOS              | Phocaea     | MPC                           |
| 340261     | 2006 BY155 | 25 jan 2006 | Kitt Peak      | Spacewatch          | —           | MPC                           |
| 340262     | 2006 BH156 | 25 jan 2006 | Kitt Peak      | Spacewatch          | —           | MPC                           |
| 340263     | 2006 BX157 | 25 jan 2006 | Kitt Peak      | Spacewatch          | —           | MPC                           |
| 340264     | 2006 BU158 | 26 jan 2006 | Kitt Peak      | Spacewatch          | —           | MPC                           |
| 340265     | 2006 BO161 | 26 jan 2006 | Anderson Mesa  | LONEOS              | —           | MPC                           |
| 340266     | 2006 BM163 | 26 jan 2006 | Mount Lemmon   | Mount Lemmon Survey | —           | MPC                           |
| 340267     | 2006 BW172 | 27 jan 2006 | Kitt Peak      | Spacewatch          | —           | MPC                           |
| 340268     | 2006 BY178 | 27 jan 2006 | Anderson Mesa  | LONEOS              | —           | MPC                           |
| 340269     | 2006 BW181 | 27 jan 2006 | Mount Lemmon   | Mount Lemmon Survey | —           | MPC                           |
| 340270     | 2006 BL183 | 27 jan 2006 | Anderson Mesa  | LONEOS              | Juno        | MPC                           |
| 340271     | 2006 BY184 | 28 jan 2006 | Mount Lemmon   | Mount Lemmon Survey | —           | MPC                           |
| 340272     | 2006 BO190 | 28 jan 2006 | Kitt Peak      | Spacewatch          | —           | MPC                           |
| 340273     | 2006 BP193 | 30 jan 2006 | Kitt Peak      | Spacewatch          | —           | MPC                           |
| 340274     | 2006 BU195 | 30 jan 2006 | Kitt Peak      | Spacewatch          | —           | MPC                           |
| 340275     | 2006 BY212 | 31 jan 2006 | Kitt Peak      | Spacewatch          | Phocaea     | MPC                           |
| 340276     | 2006 BD217 | 27 jan 2006 | Anderson Mesa  | LONEOS              | —           | MPC                           |
| 340277     | 2006 BC223 | 30 jan 2006 | Kitt Peak      | Spacewatch          | —           | MPC                           |
| 340278     | 2006 BK223 | 30 jan 2006 | Kitt Peak      | Spacewatch          | Mitidika    | MPC                           |
| 340279     | 2006 BY228 | 31 jan 2006 | Kitt Peak      | Spacewatch          | —           | MPC                           |
| 340280     | 2006 BA229 | 31 jan 2006 | Kitt Peak      | Spacewatch          | —           | MPC                           |
| 340281     | 2006 BL233 | 31 jan 2006 | Kitt Peak      | Spacewatch          | —           | MPC                           |
| 340282     | 2006 BD261 | 31 jan 2006 | Kitt Peak      | Spacewatch          | —           | MPC                           |
| 340283     | 2006 BG265 | 31 jan 2006 | Kitt Peak      | Spacewatch          | —           | MPC                           |
| 340284     | 2006 BE269 | 27 jan 2006 | Catalina       | CSS                 | —           | MPC                           |
| 340285     | 2006 BZ270 | 26 jan 2006 | Catalina       | CSS                 | Mitidika    | MPC                           |
| 340286     | 2006 BX273 | 23 jan 2006 | Kitt Peak      | Spacewatch          | —           | MPC                           |
| 340287     | 2006 BY277 | 23 jan 2006 | Kitt Peak      | Spacewatch          | —           | MPC                           |
| 340288     | 2006 BD279 | 31 jan 2006 | Kitt Peak      | Spacewatch          | —           | MPC                           |
| 340289     | 2006 BB280 | 23 jan 2006 | Kitt Peak      | Spacewatch          | —           | MPC                           |
| 340290     | 2006 BH282 | 23 jan 2006 | Kitt Peak      | Spacewatch          | —           | MPC                           |
| 340291     | 2006 CV    | 3 fev 2006  | Catalina       | CSS                 | —           | MPC                           |
| 340292     | 2006 CD3   | 1 fev 2006  | Mount Lemmon   | Mount Lemmon Survey | —           | MPC                           |
| 340293     | 2006 CX3   | 1 fev 2006  | Mount Lemmon   | Mount Lemmon Survey | —           | MPC                           |
| 340294     | 2006 CO5   | 1 fev 2006  | Mount Lemmon   | Mount Lemmon Survey | —           | MPC                           |
| 340295     | 2006 CX7   | 1 fev 2006  | Mount Lemmon   | Mount Lemmon Survey | —           | MPC                           |
| 340296     | 2006 CE9   | 2 fev 2006  | Mount Lemmon   | Mount Lemmon Survey | —           | MPC                           |
| 340297     | 2006 CU11  | 1 fev 2006  | Kitt Peak      | Spacewatch          | —           | MPC                           |
| 340298     | 2006 CB29  | 2 fev 2006  | Kitt Peak      | Spacewatch          | —           | MPC                           |
| 340299     | 2006 CS40  | 2 fev 2006  | Mount Lemmon   | Mount Lemmon Survey | —           | MPC                           |
| 340300     | 2006 CT40  | 2 fev 2006  | Mount Lemmon   | Mount Lemmon Survey | —           | MPC                           |

## 340301–340400
| Designação | Designação | Descoberta  | Descoberta       | Descobridor(es)          | Categoria | Mais informações / Referência |
| Permanente | Provisória | Data        | Local            | Descobridor(es)          | Categoria | Mais informações / Referência |
| ---------- | ---------- | ----------- | ---------------- | ------------------------ | --------- | ----------------------------- |
| 340301     | 2006 CP45  | 3 fev 2006  | Kitt Peak        | Spacewatch               | —         | MPC                           |
| 340302     | 2006 CM47  | 3 fev 2006  | Kitt Peak        | Spacewatch               | —         | MPC                           |
| 340303     | 2006 CO50  | 3 fev 2006  | Mount Lemmon     | Mount Lemmon Survey      | —         | MPC                           |
| 340304     | 2006 CL52  | 8 jul 2003  | Palomar          | NEAT                     | —         | MPC                           |
| 340305     | 2006 CF60  | 1 fev 2006  | Catalina         | CSS                      | —         | MPC                           |
| 340306     | 2006 CD69  | 4 fev 2006  | Kitt Peak        | Spacewatch               | —         | MPC                           |
| 340307     | 2006 DJ    | 17 fev 2006 | Pla D'Arguines   | R. Ferrando, M. Ferrando | —         | MPC                           |
| 340308     | 2006 DH1   | 21 fev 2006 | Catalina         | CSS                      | —         | MPC                           |
| 340309     | 2006 DD2   | 20 fev 2006 | Kitt Peak        | Spacewatch               | —         | MPC                           |
| 340310     | 2006 DR2   | 20 fev 2006 | Kitt Peak        | Spacewatch               | —         | MPC                           |
| 340311     | 2006 DY4   | 5 mai 2002  | Palomar          | NEAT                     | —         | MPC                           |
| 340312     | 2006 DK6   | 20 fev 2006 | Catalina         | CSS                      | Juno      | MPC                           |
| 340313     | 2006 DV7   | 20 fev 2006 | Kitt Peak        | Spacewatch               | —         | MPC                           |
| 340314     | 2006 DA8   | 20 fev 2006 | Kitt Peak        | Spacewatch               | —         | MPC                           |
| 340315     | 2006 DW11  | 20 fev 2006 | Kitt Peak        | Spacewatch               | —         | MPC                           |
| 340316     | 2006 DY16  | 20 fev 2006 | Kitt Peak        | Spacewatch               | —         | MPC                           |
| 340317     | 2006 DK17  | 20 fev 2006 | Kitt Peak        | Spacewatch               | —         | MPC                           |
| 340318     | 2006 DR19  | 20 fev 2006 | Kitt Peak        | Spacewatch               | —         | MPC                           |
| 340319     | 2006 DT19  | 20 fev 2006 | Kitt Peak        | Spacewatch               | —         | MPC                           |
| 340320     | 2006 DC23  | 20 fev 2006 | Kitt Peak        | Spacewatch               | —         | MPC                           |
| 340321     | 2006 DW26  | 20 fev 2006 | Kitt Peak        | Spacewatch               | —         | MPC                           |
| 340322     | 2006 DM28  | 20 fev 2006 | Kitt Peak        | Spacewatch               | —         | MPC                           |
| 340323     | 2006 DO31  | 20 fev 2006 | Mount Lemmon     | Mount Lemmon Survey      | —         | MPC                           |
| 340324     | 2006 DV32  | 20 fev 2006 | Mount Lemmon     | Mount Lemmon Survey      | —         | MPC                           |
| 340325     | 2006 DB34  | 20 fev 2006 | Kitt Peak        | Spacewatch               | —         | MPC                           |
| 340326     | 2006 DN35  | 20 fev 2006 | Mount Lemmon     | Mount Lemmon Survey      | —         | MPC                           |
| 340327     | 2006 DN36  | 20 fev 2006 | Mount Lemmon     | Mount Lemmon Survey      | —         | MPC                           |
| 340328     | 2006 DX36  | 20 fev 2006 | Kitt Peak        | Spacewatch               | —         | MPC                           |
| 340329     | 2006 DP37  | 20 fev 2006 | Mount Lemmon     | Mount Lemmon Survey      | —         | MPC                           |
| 340330     | 2006 DU37  | 20 fev 2006 | Mount Lemmon     | Mount Lemmon Survey      | —         | MPC                           |
| 340331     | 2006 DP38  | 21 fev 2006 | Mount Lemmon     | Mount Lemmon Survey      | —         | MPC                           |
| 340332     | 2006 DT39  | 22 fev 2006 | Catalina         | CSS                      | —         | MPC                           |
| 340333     | 2006 DN40  | 22 fev 2006 | Anderson Mesa    | LONEOS                   | Pallas    | MPC                           |
| 340334     | 2006 DK43  | 20 fev 2006 | Kitt Peak        | Spacewatch               | —         | MPC                           |
| 340335     | 2006 DZ44  | 20 fev 2006 | Kitt Peak        | Spacewatch               | —         | MPC                           |
| 340336     | 2006 DO46  | 20 fev 2006 | Catalina         | CSS                      | —         | MPC                           |
| 340337     | 2006 DR47  | 21 fev 2006 | Mount Lemmon     | Mount Lemmon Survey      | —         | MPC                           |
| 340338     | 2006 DQ52  | 24 fev 2006 | Kitt Peak        | Spacewatch               | Mitidika  | MPC                           |
| 340339     | 2006 DR52  | 24 fev 2006 | Kitt Peak        | Spacewatch               | —         | MPC                           |
| 340340     | 2006 DG54  | 24 fev 2006 | Kitt Peak        | Spacewatch               | —         | MPC                           |
| 340341     | 2006 DP55  | 24 fev 2006 | Palomar          | NEAT                     | —         | MPC                           |
| 340342     | 2006 DD56  | 24 fev 2006 | Mount Lemmon     | Mount Lemmon Survey      | —         | MPC                           |
| 340343     | 2006 DV57  | 24 fev 2006 | Mount Lemmon     | Mount Lemmon Survey      | —         | MPC                           |
| 340344     | 2006 DQ58  | 24 fev 2006 | Mount Lemmon     | Mount Lemmon Survey      | —         | MPC                           |
| 340345     | 2006 DY58  | 24 fev 2006 | Kitt Peak        | Spacewatch               | —         | MPC                           |
| 340346     | 2006 DL63  | 25 fev 2006 | Goodricke-Pigott | R. A. Tucker             | —         | MPC                           |
| 340347     | 2006 DJ67  | 22 fev 2006 | Catalina         | CSS                      | —         | MPC                           |
| 340348     | 2006 DS70  | 21 fev 2006 | Mount Lemmon     | Mount Lemmon Survey      | —         | MPC                           |
| 340349     | 2006 DT73  | 23 fev 2006 | Kitt Peak        | Spacewatch               | —         | MPC                           |
| 340350     | 2006 DX75  | 24 fev 2006 | Kitt Peak        | Spacewatch               | —         | MPC                           |
| 340351     | 2006 DH80  | 24 fev 2006 | Kitt Peak        | Spacewatch               | Eos       | MPC                           |
| 340352     | 2006 DY84  | 24 fev 2006 | Kitt Peak        | Spacewatch               | —         | MPC                           |
| 340353     | 2006 DP89  | 24 fev 2006 | Kitt Peak        | Spacewatch               | —         | MPC                           |
| 340354     | 2006 DV90  | 24 fev 2006 | Kitt Peak        | Spacewatch               | —         | MPC                           |
| 340355     | 2006 DM91  | 24 fev 2006 | Kitt Peak        | Spacewatch               | —         | MPC                           |
| 340356     | 2006 DO94  | 24 fev 2006 | Kitt Peak        | Spacewatch               | —         | MPC                           |
| 340357     | 2006 DP94  | 24 fev 2006 | Kitt Peak        | Spacewatch               | —         | MPC                           |
| 340358     | 2006 DZ94  | 24 fev 2006 | Kitt Peak        | Spacewatch               | —         | MPC                           |
| 340359     | 2006 DG95  | 24 fev 2006 | Kitt Peak        | Spacewatch               | Juno      | MPC                           |
| 340360     | 2006 DF98  | 25 fev 2006 | Kitt Peak        | Spacewatch               | —         | MPC                           |
| 340361     | 2006 DX106 | 25 fev 2006 | Kitt Peak        | Spacewatch               | —         | MPC                           |
| 340362     | 2006 DE109 | 25 fev 2006 | Kitt Peak        | Spacewatch               | —         | MPC                           |
| 340363     | 2006 DF116 | 27 fev 2006 | Kitt Peak        | Spacewatch               | —         | MPC                           |
| 340364     | 2006 DS124 | 24 fev 2006 | Mount Lemmon     | Mount Lemmon Survey      | —         | MPC                           |
| 340365     | 2006 DY124 | 24 fev 2006 | Palomar          | NEAT                     | —         | MPC                           |
| 340366     | 2006 DC126 | 21 mar 2002 | Kitt Peak        | Spacewatch               | —         | MPC                           |
| 340367     | 2006 DF129 | 25 fev 2006 | Kitt Peak        | Spacewatch               | —         | MPC                           |
| 340368     | 2006 DC135 | 25 fev 2006 | Mount Lemmon     | Mount Lemmon Survey      | —         | MPC                           |
| 340369     | 2006 DV140 | 25 fev 2006 | Kitt Peak        | Spacewatch               | —         | MPC                           |
| 340370     | 2006 DN143 | 25 fev 2006 | Mount Lemmon     | Mount Lemmon Survey      | —         | MPC                           |
| 340371     | 2006 DT152 | 25 fev 2006 | Kitt Peak        | Spacewatch               | —         | MPC                           |
| 340372     | 2006 DQ161 | 27 fev 2006 | Kitt Peak        | Spacewatch               | —         | MPC                           |
| 340373     | 2006 DR168 | 27 fev 2006 | Kitt Peak        | Spacewatch               | —         | MPC                           |
| 340374     | 2006 DZ181 | 27 fev 2006 | Kitt Peak        | Spacewatch               | —         | MPC                           |
| 340375     | 2006 DL185 | 27 fev 2006 | Kitt Peak        | Spacewatch               | —         | MPC                           |
| 340376     | 2006 DV187 | 27 fev 2006 | Kitt Peak        | Spacewatch               | Mitidika  | MPC                           |
| 340377     | 2006 DE189 | 27 fev 2006 | Kitt Peak        | Spacewatch               | —         | MPC                           |
| 340378     | 2006 DT189 | 27 fev 2006 | Kitt Peak        | Spacewatch               | —         | MPC                           |
| 340379     | 2006 DR190 | 27 fev 2006 | Kitt Peak        | Spacewatch               | —         | MPC                           |
| 340380     | 2006 DW192 | 27 fev 2006 | Kitt Peak        | Spacewatch               | —         | MPC                           |
| 340381     | 2006 DU197 | 24 fev 2006 | Palomar          | NEAT                     | Phocaea   | MPC                           |
| 340382     | 2006 DV197 | 24 fev 2006 | Palomar          | NEAT                     | —         | MPC                           |
| 340383     | 2006 DX203 | 24 fev 2006 | Palomar          | NEAT                     | —         | MPC                           |
| 340384     | 2006 DL207 | 25 fev 2006 | Kitt Peak        | Spacewatch               | —         | MPC                           |
| 340385     | 2006 DB209 | 27 fev 2006 | Mount Lemmon     | Mount Lemmon Survey      | —         | MPC                           |
| 340386     | 2006 EU1   | 3 mar 2006  | Nyukasa          | Mount Nyukasa Stn.       | —         | MPC                           |
| 340387     | 2006 ES4   | 2 mar 2006  | Kitt Peak        | Spacewatch               | —         | MPC                           |
| 340388     | 2006 EK13  | 2 mar 2006  | Kitt Peak        | Spacewatch               | Mitidika  | MPC                           |
| 340389     | 2006 EQ14  | 2 mar 2006  | Kitt Peak        | Spacewatch               | —         | MPC                           |
| 340390     | 2006 EF15  | 2 mar 2006  | Kitt Peak        | Spacewatch               | —         | MPC                           |
| 340391     | 2006 ER15  | 2 mar 2006  | Kitt Peak        | Spacewatch               | —         | MPC                           |
| 340392     | 2006 EC17  | 2 mar 2006  | Mount Lemmon     | Mount Lemmon Survey      | —         | MPC                           |
| 340393     | 2006 EF17  | 2 mar 2006  | Kitt Peak        | Spacewatch               | —         | MPC                           |
| 340394     | 2006 EH27  | 3 mar 2006  | Mount Lemmon     | Mount Lemmon Survey      | —         | MPC                           |
| 340395     | 2006 EJ27  | 3 mar 2006  | Kitt Peak        | Spacewatch               | —         | MPC                           |
| 340396     | 2006 EU29  | 3 mar 2006  | Kitt Peak        | Spacewatch               | —         | MPC                           |
| 340397     | 2006 EK32  | 3 mar 2006  | Mount Lemmon     | Mount Lemmon Survey      | —         | MPC                           |
| 340398     | 2006 EJ33  | 3 mar 2006  | Mount Lemmon     | Mount Lemmon Survey      | —         | MPC                           |
| 340399     | 2006 EX34  | 3 mar 2006  | Kitt Peak        | Spacewatch               | —         | MPC                           |
| 340400     | 2006 EM35  | 3 mar 2006  | Kitt Peak        | Spacewatch               | —         | MPC                           |

## 340401–340500
| Designação | Designação | Descoberta  | Descoberta      | Descobridor(es)      | Categoria | Mais informações / Referência |
| Permanente | Provisória | Data        | Local           | Descobridor(es)      | Categoria | Mais informações / Referência |
| ---------- | ---------- | ----------- | --------------- | -------------------- | --------- | ----------------------------- |
| 340401     | 2006 EU35  | 3 mar 2006  | Mount Lemmon    | Mount Lemmon Survey  | —         | MPC                           |
| 340402     | 2006 EV48  | 4 mar 2006  | Kitt Peak       | Spacewatch           | —         | MPC                           |
| 340403     | 2006 EQ54  | 5 mar 2006  | Kitt Peak       | Spacewatch           | —         | MPC                           |
| 340404     | 2006 EL62  | 5 mar 2006  | Kitt Peak       | Spacewatch           | —         | MPC                           |
| 340405     | 2006 EM63  | 5 mar 2006  | Kitt Peak       | Spacewatch           | Eos       | MPC                           |
| 340406     | 2006 ED65  | 5 mar 2006  | Kitt Peak       | Spacewatch           | —         | MPC                           |
| 340407     | 2006 EZ65  | 5 mar 2006  | Kitt Peak       | Spacewatch           | —         | MPC                           |
| 340408     | 2006 EJ66  | 5 mar 2006  | Kitt Peak       | Spacewatch           | Juno      | MPC                           |
| 340409     | 2006 ES72  | 6 mar 2006  | Kitt Peak       | Spacewatch           | Brangane  | MPC                           |
| 340410     | 2006 EV72  | 2 mar 2006  | Mount Lemmon    | Mount Lemmon Survey  | —         | MPC                           |
| 340411     | 2006 FC1   | 21 mar 2006 | Mount Lemmon    | Mount Lemmon Survey  | —         | MPC                           |
| 340412     | 2006 FY8   | 23 mar 2006 | Kitt Peak       | Spacewatch           | —         | MPC                           |
| 340413     | 2006 FS9   | 23 mar 2006 | Calvin-Rehoboth | Calvin–Rehoboth Obs. | —         | MPC                           |
| 340414     | 2006 FC10  | 26 mar 2006 | Reedy Creek     | J. Broughton         | —         | MPC                           |
| 340415     | 2006 FD10  | 26 mar 2006 | Reedy Creek     | J. Broughton         | —         | MPC                           |
| 340416     | 2006 FZ12  | 23 mar 2006 | Kitt Peak       | Spacewatch           | —         | MPC                           |
| 340417     | 2006 FE13  | 23 mar 2006 | Kitt Peak       | Spacewatch           | —         | MPC                           |
| 340418     | 2006 FA14  | 23 mar 2006 | Kitt Peak       | Spacewatch           | —         | MPC                           |
| 340419     | 2006 FM16  | 23 mar 2006 | Mount Lemmon    | Mount Lemmon Survey  | —         | MPC                           |
| 340420     | 2006 FO17  | 23 mar 2006 | Kitt Peak       | Spacewatch           | —         | MPC                           |
| 340421     | 2006 FY18  | 23 mar 2006 | Mount Lemmon    | Mount Lemmon Survey  | —         | MPC                           |
| 340422     | 2006 FD20  | 23 mar 2006 | Mount Lemmon    | Mount Lemmon Survey  | —         | MPC                           |
| 340423     | 2006 FQ23  | 24 mar 2006 | Kitt Peak       | Spacewatch           | —         | MPC                           |
| 340424     | 2006 FO24  | 24 mar 2006 | Kitt Peak       | Spacewatch           | —         | MPC                           |
| 340425     | 2006 FA27  | 24 mar 2006 | Mount Lemmon    | Mount Lemmon Survey  | —         | MPC                           |
| 340426     | 2006 FX29  | 24 mar 2006 | Mount Lemmon    | Mount Lemmon Survey  | —         | MPC                           |
| 340427     | 2006 FZ29  | 24 mar 2006 | Mount Lemmon    | Mount Lemmon Survey  | —         | MPC                           |
| 340428     | 2006 FU31  | 25 mar 2006 | Kitt Peak       | Spacewatch           | —         | MPC                           |
| 340429     | 2006 FB32  | 25 mar 2006 | Kitt Peak       | Spacewatch           | —         | MPC                           |
| 340430     | 2006 FD32  | 25 mar 2006 | Kitt Peak       | Spacewatch           | —         | MPC                           |
| 340431     | 2006 FM35  | 24 mar 2006 | Socorro         | LINEAR               | —         | MPC                           |
| 340432     | 2006 FP38  | 23 mar 2006 | Kitt Peak       | Spacewatch           | —         | MPC                           |
| 340433     | 2006 FC46  | 25 mar 2006 | Palomar         | NEAT                 | —         | MPC                           |
| 340434     | 2006 FH46  | 26 mar 2006 | Anderson Mesa   | LONEOS               | —         | MPC                           |
| 340435     | 2006 FB50  | 31 mar 2006 | Anderson Mesa   | LONEOS               | —         | MPC                           |
| 340436     | 2006 FG54  | 25 mar 2006 | Kitt Peak       | Spacewatch           | —         | MPC                           |
| 340437     | 2006 FH54  | 23 mar 2006 | Kitt Peak       | Spacewatch           | Phocaea   | MPC                           |
| 340438     | 2006 GA2   | 3 abr 2006  | Great Shefford  | P. Birtwhistle       | —         | MPC                           |
| 340439     | 2006 GA16  | 2 abr 2006  | Kitt Peak       | Spacewatch           | —         | MPC                           |
| 340440     | 2006 GY18  | 2 abr 2006  | Kitt Peak       | Spacewatch           | —         | MPC                           |
| 340441     | 2006 GU21  | 2 abr 2006  | Kitt Peak       | Spacewatch           | —         | MPC                           |
| 340442     | 2006 GK23  | 2 abr 2006  | Kitt Peak       | Spacewatch           | —         | MPC                           |
| 340443     | 2006 GU23  | 2 abr 2006  | Kitt Peak       | Spacewatch           | —         | MPC                           |
| 340444     | 2006 GA25  | 2 abr 2006  | Kitt Peak       | Spacewatch           | —         | MPC                           |
| 340445     | 2006 GS26  | 2 abr 2006  | Kitt Peak       | Spacewatch           | Eos       | MPC                           |
| 340446     | 2006 GR32  | 7 abr 2006  | Kitt Peak       | Spacewatch           | —         | MPC                           |
| 340447     | 2006 GX34  | 7 abr 2006  | Kitt Peak       | Spacewatch           | —         | MPC                           |
| 340448     | 2006 GA36  | 7 abr 2006  | Mount Lemmon    | Mount Lemmon Survey  | —         | MPC                           |
| 340449     | 2006 GE39  | 9 abr 2006  | Socorro         | LINEAR               | Juno      | MPC                           |
| 340450     | 2006 GX39  | 3 abr 2006  | Catalina        | CSS                  | —         | MPC                           |
| 340451     | 2006 GQ40  | 6 abr 2006  | Catalina        | CSS                  | —         | MPC                           |
| 340452     | 2006 GS42  | 7 abr 2006  | Siding Spring   | SSS                  | Pallas    | MPC                           |
| 340453     | 2006 GB44  | 2 abr 2006  | Kitt Peak       | Spacewatch           | —         | MPC                           |
| 340454     | 2006 GN47  | 9 abr 2006  | Kitt Peak       | Spacewatch           | —         | MPC                           |
| 340455     | 2006 GZ47  | 9 abr 2006  | Kitt Peak       | Spacewatch           | —         | MPC                           |
| 340456     | 2006 GK52  | 2 abr 2006  | Catalina        | CSS                  | —         | MPC                           |
| 340457     | 2006 HY1   | 18 abr 2006 | Palomar         | NEAT                 | —         | MPC                           |
| 340458     | 2006 HF7   | 19 abr 2006 | Anderson Mesa   | LONEOS               | —         | MPC                           |
| 340459     | 2006 HA9   | 7 abr 2006  | Mount Lemmon    | Mount Lemmon Survey  | —         | MPC                           |
| 340460     | 2006 HD9   | 19 abr 2006 | Kitt Peak       | Spacewatch           | —         | MPC                           |
| 340461     | 2006 HJ15  | 19 abr 2006 | Palomar         | NEAT                 | —         | MPC                           |
| 340462     | 2006 HW16  | 19 abr 2006 | Mount Lemmon    | Mount Lemmon Survey  | —         | MPC                           |
| 340463     | 2006 HH19  | 18 abr 2006 | Kitt Peak       | Spacewatch           | —         | MPC                           |
| 340464     | 2006 HZ23  | 20 abr 2006 | Kitt Peak       | Spacewatch           | —         | MPC                           |
| 340465     | 2006 HN26  | 20 abr 2006 | Kitt Peak       | Spacewatch           | Eos       | MPC                           |
| 340466     | 2006 HB27  | 20 abr 2006 | Kitt Peak       | Spacewatch           | —         | MPC                           |
| 340467     | 2006 HO29  | 23 abr 2006 | Socorro         | LINEAR               | Juno      | MPC                           |
| 340468     | 2006 HU29  | 18 abr 2006 | Catalina        | CSS                  | —         | MPC                           |
| 340469     | 2006 HY33  | 19 abr 2006 | Mount Lemmon    | Mount Lemmon Survey  | —         | MPC                           |
| 340470     | 2006 HW34  | 19 abr 2006 | Mount Lemmon    | Mount Lemmon Survey  | —         | MPC                           |
| 340471     | 2006 HK36  | 20 abr 2006 | Catalina        | CSS                  | —         | MPC                           |
| 340472     | 2006 HP43  | 24 abr 2006 | Mount Lemmon    | Mount Lemmon Survey  | —         | MPC                           |
| 340473     | 2006 HB46  | 25 abr 2006 | Kitt Peak       | Spacewatch           | —         | MPC                           |
| 340474     | 2006 HB47  | 20 abr 2006 | Kitt Peak       | Spacewatch           | —         | MPC                           |
| 340475     | 2006 HY47  | 24 abr 2006 | Kitt Peak       | Spacewatch           | —         | MPC                           |
| 340476     | 2006 HZ47  | 24 abr 2006 | Kitt Peak       | Spacewatch           | —         | MPC                           |
| 340477     | 2006 HV53  | 19 abr 2006 | Catalina        | CSS                  | —         | MPC                           |
| 340478     | 2006 HC57  | 23 abr 2006 | Socorro         | LINEAR               | —         | MPC                           |
| 340479     | 2006 HO57  | 28 abr 2006 | Saint-Sulpice   | B. Christophe        | —         | MPC                           |
| 340480     | 2006 HA67  | 24 abr 2006 | Kitt Peak       | Spacewatch           | —         | MPC                           |
| 340481     | 2006 HO67  | 24 abr 2006 | Mount Lemmon    | Mount Lemmon Survey  | —         | MPC                           |
| 340482     | 2006 HP67  | 24 abr 2006 | Mount Lemmon    | Mount Lemmon Survey  | —         | MPC                           |
| 340483     | 2006 HW73  | 25 abr 2006 | Kitt Peak       | Spacewatch           | —         | MPC                           |
| 340484     | 2006 HG77  | 25 abr 2006 | Kitt Peak       | Spacewatch           | —         | MPC                           |
| 340485     | 2006 HN78  | 26 abr 2006 | Mount Lemmon    | Mount Lemmon Survey  | —         | MPC                           |
| 340486     | 2006 HM79  | 26 abr 2006 | Kitt Peak       | Spacewatch           | —         | MPC                           |
| 340487     | 2006 HV81  | 26 abr 2006 | Kitt Peak       | Spacewatch           | —         | MPC                           |
| 340488     | 2006 HQ84  | 26 abr 2006 | Kitt Peak       | Spacewatch           | —         | MPC                           |
| 340489     | 2006 HV85  | 27 abr 2006 | Kitt Peak       | Spacewatch           | —         | MPC                           |
| 340490     | 2006 HD87  | 30 abr 2006 | Kitt Peak       | Spacewatch           | —         | MPC                           |
| 340491     | 2006 HC91  | 29 abr 2006 | Kitt Peak       | Spacewatch           | —         | MPC                           |
| 340492     | 2006 HP96  | 30 abr 2006 | Kitt Peak       | Spacewatch           | —         | MPC                           |
| 340493     | 2006 HU96  | 30 abr 2006 | Kitt Peak       | Spacewatch           | —         | MPC                           |
| 340494     | 2006 HE97  | 30 abr 2006 | Kitt Peak       | Spacewatch           | —         | MPC                           |
| 340495     | 2006 HS99  | 30 abr 2006 | Kitt Peak       | Spacewatch           | —         | MPC                           |
| 340496     | 2006 HG101 | 30 abr 2006 | Kitt Peak       | Spacewatch           | —         | MPC                           |
| 340497     | 2006 HT106 | 30 abr 2006 | Kitt Peak       | Spacewatch           | —         | MPC                           |
| 340498     | 2006 HG116 | 26 abr 2006 | Kitt Peak       | Spacewatch           | —         | MPC                           |
| 340499     | 2006 HH116 | 26 abr 2006 | Kitt Peak       | Spacewatch           | —         | MPC                           |
| 340500     | 2006 HB117 | 26 abr 2006 | Kitt Peak       | Spacewatch           | —         | MPC                           |

## 340501–340600
| Designação | Designação | Descoberta  | Descoberta        | Descobridor(es)     | Categoria | Mais informações / Referência |
| Permanente | Provisória | Data        | Local             | Descobridor(es)     | Categoria | Mais informações / Referência |
| ---------- | ---------- | ----------- | ----------------- | ------------------- | --------- | ----------------------------- |
| 340501     | 2006 HT118 | 30 abr 2006 | Kitt Peak         | Spacewatch          | —         | MPC                           |
| 340502     | 2006 HW120 | 30 abr 2006 | Kitt Peak         | Spacewatch          | —         | MPC                           |
| 340503     | 2006 HC151 | 26 abr 2006 | Kitt Peak         | Spacewatch          | —         | MPC                           |
| 340504     | 2006 HZ152 | 26 abr 2006 | Kitt Peak         | Spacewatch          | —         | MPC                           |
| 340505     | 2006 HG153 | 20 abr 2006 | Kitt Peak         | Spacewatch          | —         | MPC                           |
| 340506     | 2006 HL153 | 20 abr 2006 | Kitt Peak         | Spacewatch          | —         | MPC                           |
| 340507     | 2006 JT6   | 1 mai 2006  | Kitt Peak         | Spacewatch          | —         | MPC                           |
| 340508     | 2006 JJ7   | 1 mai 2006  | Kitt Peak         | Spacewatch          | —         | MPC                           |
| 340509     | 2006 JT8   | 1 mai 2006  | Kitt Peak         | Spacewatch          | —         | MPC                           |
| 340510     | 2006 JB12  | 1 mai 2006  | Kitt Peak         | Spacewatch          | —         | MPC                           |
| 340511     | 2006 JO13  | 1 mai 2006  | Kitt Peak         | Spacewatch          | —         | MPC                           |
| 340512     | 2006 JT13  | 3 mai 2006  | Kitt Peak         | Spacewatch          | —         | MPC                           |
| 340513     | 2006 JC15  | 2 mai 2006  | Mount Lemmon      | Mount Lemmon Survey | —         | MPC                           |
| 340514     | 2006 JG19  | 2 mai 2006  | Mount Lemmon      | Mount Lemmon Survey | —         | MPC                           |
| 340515     | 2006 JA20  | 2 mai 2006  | Kitt Peak         | Spacewatch          | —         | MPC                           |
| 340516     | 2006 JT21  | 2 mai 2006  | Kitt Peak         | Spacewatch          | —         | MPC                           |
| 340517     | 2006 JH23  | 3 mai 2006  | Mount Lemmon      | Mount Lemmon Survey | —         | MPC                           |
| 340518     | 2006 JU25  | 6 fev 2006  | Kitt Peak         | Spacewatch          | —         | MPC                           |
| 340519     | 2006 JC26  | 3 mai 2006  | Reedy Creek       | J. Broughton        | —         | MPC                           |
| 340520     | 2006 JY27  | 2 mai 2006  | Mount Lemmon      | Mount Lemmon Survey | —         | MPC                           |
| 340521     | 2006 JO31  | 3 mai 2006  | Kitt Peak         | Spacewatch          | —         | MPC                           |
| 340522     | 2006 JO33  | 4 mai 2006  | Kitt Peak         | Spacewatch          | —         | MPC                           |
| 340523     | 2006 JV33  | 4 mai 2006  | Mount Lemmon      | Mount Lemmon Survey | —         | MPC                           |
| 340524     | 2006 JL34  | 4 mai 2006  | Kitt Peak         | Spacewatch          | —         | MPC                           |
| 340525     | 2006 JO35  | 4 mai 2006  | Kitt Peak         | Spacewatch          | —         | MPC                           |
| 340526     | 2006 JD37  | 5 mai 2006  | Kitt Peak         | Spacewatch          | —         | MPC                           |
| 340527     | 2006 JN37  | 5 mai 2006  | Kitt Peak         | Spacewatch          | —         | MPC                           |
| 340528     | 2006 JV37  | 5 mai 2006  | Kitt Peak         | Spacewatch          | —         | MPC                           |
| 340529     | 2006 JU38  | 6 mai 2006  | Mount Lemmon      | Mount Lemmon Survey | —         | MPC                           |
| 340530     | 2006 JR48  | 8 mai 2006  | Siding Spring     | SSS                 | —         | MPC                           |
| 340531     | 2006 JZ49  | 2 mai 2006  | Mount Lemmon      | Mount Lemmon Survey | —         | MPC                           |
| 340532     | 2006 JS50  | 2 mai 2006  | Mount Lemmon      | Mount Lemmon Survey | —         | MPC                           |
| 340533     | 2006 JM51  | 2 mai 2006  | Kitt Peak         | Spacewatch          | —         | MPC                           |
| 340534     | 2006 JY51  | 3 mai 2006  | Kitt Peak         | Spacewatch          | —         | MPC                           |
| 340535     | 2006 JX53  | 7 mai 2006  | Mount Lemmon      | Mount Lemmon Survey | —         | MPC                           |
| 340536     | 2006 JA54  | 7 mai 2006  | Mount Lemmon      | Mount Lemmon Survey | —         | MPC                           |
| 340537     | 2006 JX54  | 8 mai 2006  | Siding Spring     | SSS                 | —         | MPC                           |
| 340538     | 2006 JJ73  | 1 mai 2006  | Mauna Kea         | P. A. Wiegert       | —         | MPC                           |
| 340539     | 2006 JR81  | 7 mai 2006  | Mount Lemmon      | Mount Lemmon Survey | —         | MPC                           |
| 340540     | 2006 KL4   | 19 mai 2006 | Mount Lemmon      | Mount Lemmon Survey | —         | MPC                           |
| 340541     | 2006 KS4   | 19 mai 2006 | Mount Lemmon      | Mount Lemmon Survey | —         | MPC                           |
| 340542     | 2006 KB8   | 19 mai 2006 | Mount Lemmon      | Mount Lemmon Survey | —         | MPC                           |
| 340543     | 2006 KJ14  | 20 mai 2006 | Catalina          | CSS                 | —         | MPC                           |
| 340544     | 2006 KJ16  | 20 mai 2006 | Palomar           | NEAT                | Juno      | MPC                           |
| 340545     | 2006 KB18  | 21 mai 2006 | Kitt Peak         | Spacewatch          | —         | MPC                           |
| 340546     | 2006 KN22  | 20 mai 2006 | Catalina          | CSS                 | —         | MPC                           |
| 340547     | 2006 KM28  | 20 mai 2006 | Kitt Peak         | Spacewatch          | —         | MPC                           |
| 340548     | 2006 KW31  | 20 mai 2006 | Kitt Peak         | Spacewatch          | —         | MPC                           |
| 340549     | 2006 KU34  | 20 mai 2006 | Kitt Peak         | Spacewatch          | —         | MPC                           |
| 340550     | 2006 KL35  | 20 mai 2006 | Kitt Peak         | Spacewatch          | —         | MPC                           |
| 340551     | 2006 KU44  | 21 mai 2006 | Kitt Peak         | Spacewatch          | —         | MPC                           |
| 340552     | 2006 KL48  | 21 mai 2006 | Kitt Peak         | Spacewatch          | Eos       | MPC                           |
| 340553     | 2006 KP48  | 26 abr 2006 | Kitt Peak         | Spacewatch          | —         | MPC                           |
| 340554     | 2006 KC50  | 6 mai 2006  | Mount Lemmon      | Mount Lemmon Survey | —         | MPC                           |
| 340555     | 2006 KO54  | 21 mai 2006 | Kitt Peak         | Spacewatch          | —         | MPC                           |
| 340556     | 2006 KH63  | 23 mai 2006 | Mount Lemmon      | Mount Lemmon Survey | —         | MPC                           |
| 340557     | 2006 KH64  | 23 mai 2006 | Kitt Peak         | Spacewatch          | —         | MPC                           |
| 340558     | 2006 KA66  | 24 mai 2006 | Mount Lemmon      | Mount Lemmon Survey | —         | MPC                           |
| 340559     | 2006 KN66  | 24 mai 2006 | Mount Lemmon      | Mount Lemmon Survey | —         | MPC                           |
| 340560     | 2006 KY76  | 24 mai 2006 | Mount Lemmon      | Mount Lemmon Survey | —         | MPC                           |
| 340561     | 2006 KR78  | 24 mai 2006 | Mount Lemmon      | Mount Lemmon Survey | —         | MPC                           |
| 340562     | 2006 KC81  | 25 mai 2006 | Mount Lemmon      | Mount Lemmon Survey | —         | MPC                           |
| 340563     | 2006 KH92  | 25 mai 2006 | Kitt Peak         | Spacewatch          | —         | MPC                           |
| 340564     | 2006 KH95  | 25 mai 2006 | Mount Lemmon      | Mount Lemmon Survey | —         | MPC                           |
| 340565     | 2006 KS96  | 25 mai 2006 | Kitt Peak         | Spacewatch          | —         | MPC                           |
| 340566     | 2006 KB100 | 29 mai 2006 | Siding Spring     | SSS                 | —         | MPC                           |
| 340567     | 2006 KA105 | 28 mai 2006 | Kitt Peak         | Spacewatch          | —         | MPC                           |
| 340568     | 2006 KS108 | 31 mai 2006 | Mount Lemmon      | Mount Lemmon Survey | —         | MPC                           |
| 340569     | 2006 KK115 | 29 mai 2006 | Kitt Peak         | Spacewatch          | —         | MPC                           |
| 340570     | 2006 KY115 | 29 mai 2006 | Kitt Peak         | Spacewatch          | Phocaea   | MPC                           |
| 340571     | 2006 KG123 | 24 mai 2006 | Mount Lemmon      | Mount Lemmon Survey | —         | MPC                           |
| 340572     | 2006 KM123 | 25 mai 2006 | Kitt Peak         | Spacewatch          | —         | MPC                           |
| 340573     | 2006 MF3   | 19 jun 2006 | Kitt Peak         | Spacewatch          | —         | MPC                           |
| 340574     | 2006 MG12  | 21 jun 2006 | Lulin Observatory | Q.-z. Ye            | —         | MPC                           |
| 340575     | 2006 MO14  | 29 jun 2006 | Hibiscus          | S. F. Hönig         | —         | MPC                           |
| 340576     | 2006 OO3   | 21 jul 2006 | Palomar           | NEAT                | —         | MPC                           |
| 340577     | 2006 OY5   | 18 jul 2006 | Siding Spring     | SSS                 | —         | MPC                           |
| 340578     | 2006 OB12  | 21 jul 2006 | Catalina          | CSS                 | —         | MPC                           |
| 340579     | 2006 PY    | 6 ago 2006  | Dax               | Dax Obs.            | —         | MPC                           |
| 340580     | 2006 PS3   | 12 ago 2006 | Palomar           | NEAT                | —         | MPC                           |
| 340581     | 2006 PL5   | 12 ago 2006 | Palomar           | NEAT                | —         | MPC                           |
| 340582     | 2006 PD7   | 12 ago 2006 | Palomar           | NEAT                | Brangane  | MPC                           |
| 340583     | 2006 PG9   | 13 ago 2006 | Palomar           | NEAT                | —         | MPC                           |
| 340584     | 2006 PP10  | 13 ago 2006 | Palomar           | NEAT                | —         | MPC                           |
| 340585     | 2006 PH17  | 15 ago 2006 | Palomar           | NEAT                | —         | MPC                           |
| 340586     | 2006 PL20  | 14 ago 2006 | Siding Spring     | SSS                 | —         | MPC                           |
| 340587     | 2006 PW21  | 15 ago 2006 | Palomar           | NEAT                | Ursula    | MPC                           |
| 340588     | 2006 PJ23  | 12 ago 2006 | Palomar           | NEAT                | —         | MPC                           |
| 340589     | 2006 PB29  | 10 ago 2006 | Palomar           | NEAT                | —         | MPC                           |
| 340590     | 2006 PT32  | 15 ago 2006 | Siding Spring     | SSS                 | —         | MPC                           |
| 340591     | 2006 PZ36  | 12 ago 2006 | Palomar           | NEAT                | —         | MPC                           |
| 340592     | 2006 PA38  | 13 ago 2006 | Palomar           | NEAT                | —         | MPC                           |
| 340593     | 2006 PQ39  | 14 ago 2006 | Palomar           | NEAT                | —         | MPC                           |
| 340594     | 2006 QH1   | 16 ago 2006 | Siding Spring     | SSS                 | —         | MPC                           |
| 340595     | 2006 QB2   | 17 ago 2006 | Palomar           | NEAT                | Ursula    | MPC                           |
| 340596     | 2006 QE17  | 17 ago 2006 | Palomar           | NEAT                | Brangane  | MPC                           |
| 340597     | 2006 QN21  | 19 ago 2006 | Anderson Mesa     | LONEOS              | —         | MPC                           |
| 340598     | 2006 QG22  | 19 ago 2006 | Anderson Mesa     | LONEOS              | —         | MPC                           |
| 340599     | 2006 QF32  | 19 ago 2006 | Palomar           | NEAT                | —         | MPC                           |
| 340600     | 2006 QW32  | 21 jul 2006 | Catalina          | CSS                 | —         | MPC                           |

## 340601–340700
| Designação | Designação | Descoberta  | Descoberta       | Descobridor(es) | Categoria | Mais informações / Referência |
| Permanente | Provisória | Data        | Local            | Descobridor(es) | Categoria | Mais informações / Referência |
| ---------- | ---------- | ----------- | ---------------- | --------------- | --------- | ----------------------------- |
| 340601     | 2006 QQ39  | 20 ago 2006 | Siding Spring    | SSS             | —         | MPC                           |
| 340602     | 2006 QX43  | 19 ago 2006 | Kitt Peak        | Spacewatch      | —         | MPC                           |
| 340603     | 2006 QG44  | 19 ago 2006 | Palomar          | NEAT            | —         | MPC                           |
| 340604     | 2006 QW44  | 19 ago 2006 | Kitt Peak        | Spacewatch      | —         | MPC                           |
| 340605     | 2006 QN48  | 21 ago 2006 | Socorro          | LINEAR          | —         | MPC                           |
| 340606     | 2006 QG52  | 23 ago 2006 | Palomar          | NEAT            | —         | MPC                           |
| 340607     | 2006 QK54  | 17 ago 2006 | Palomar          | NEAT            | —         | MPC                           |
| 340608     | 2006 QA55  | 19 ago 2006 | Anderson Mesa    | LONEOS          | —         | MPC                           |
| 340609     | 2006 QC55  | 19 ago 2006 | Anderson Mesa    | LONEOS          | —         | MPC                           |
| 340610     | 2006 QL59  | 19 ago 2006 | Anderson Mesa    | LONEOS          | —         | MPC                           |
| 340611     | 2006 QS61  | 22 ago 2006 | Palomar          | NEAT            | —         | MPC                           |
| 340612     | 2006 QN63  | 24 ago 2006 | Palomar          | NEAT            | —         | MPC                           |
| 340613     | 2006 QO65  | 27 ago 2006 | Kitt Peak        | Spacewatch      | —         | MPC                           |
| 340614     | 2006 QN66  | 21 ago 2006 | Socorro          | LINEAR          | —         | MPC                           |
| 340615     | 2006 QO71  | 21 ago 2006 | Kitt Peak        | Spacewatch      | —         | MPC                           |
| 340616     | 2006 QL88  | 27 ago 2006 | Kitt Peak        | Spacewatch      | —         | MPC                           |
| 340617     | 2006 QH93  | 16 ago 2006 | Palomar          | NEAT            | —         | MPC                           |
| 340618     | 2006 QR98  | 22 ago 2006 | Palomar          | NEAT            | —         | MPC                           |
| 340619     | 2006 QR99  | 24 ago 2006 | Palomar          | NEAT            | —         | MPC                           |
| 340620     | 2006 QW102 | 27 ago 2006 | Kitt Peak        | Spacewatch      | Brangane  | MPC                           |
| 340621     | 2006 QW106 | 28 ago 2006 | Catalina         | CSS             | —         | MPC                           |
| 340622     | 2006 QN114 | 27 ago 2006 | Anderson Mesa    | LONEOS          | —         | MPC                           |
| 340623     | 2006 QF115 | 27 ago 2006 | Anderson Mesa    | LONEOS          | —         | MPC                           |
| 340624     | 2006 QT118 | 27 ago 2006 | Anderson Mesa    | LONEOS          | —         | MPC                           |
| 340625     | 2006 QL120 | 29 ago 2006 | Catalina         | CSS             | —         | MPC                           |
| 340626     | 2006 QT121 | 29 ago 2006 | Catalina         | CSS             | —         | MPC                           |
| 340627     | 2006 QP122 | 29 ago 2006 | Catalina         | CSS             | —         | MPC                           |
| 340628     | 2006 QV124 | 16 ago 2006 | Palomar          | NEAT            | —         | MPC                           |
| 340629     | 2006 QB125 | 16 ago 2006 | Palomar          | NEAT            | Brangane  | MPC                           |
| 340630     | 2006 QG125 | 16 ago 2006 | Palomar          | NEAT            | —         | MPC                           |
| 340631     | 2006 QG128 | 17 ago 2006 | Palomar          | NEAT            | —         | MPC                           |
| 340632     | 2006 QG129 | 17 ago 2006 | Palomar          | NEAT            | —         | MPC                           |
| 340633     | 2006 QL134 | 25 ago 2006 | Socorro          | LINEAR          | —         | MPC                           |
| 340634     | 2006 QU134 | 27 ago 2006 | Anderson Mesa    | LONEOS          | —         | MPC                           |
| 340635     | 2006 QU139 | 17 ago 2006 | Palomar          | NEAT            | —         | MPC                           |
| 340636     | 2006 QC148 | 18 ago 2006 | Kitt Peak        | Spacewatch      | Brangane  | MPC                           |
| 340637     | 2006 QB155 | 18 ago 2006 | Palomar          | NEAT            | —         | MPC                           |
| 340638     | 2006 QG155 | 18 ago 2006 | Palomar          | NEAT            | Ursula    | MPC                           |
| 340639     | 2006 QC158 | 19 ago 2006 | Kitt Peak        | Spacewatch      | —         | MPC                           |
| 340640     | 2006 QS158 | 19 ago 2006 | Kitt Peak        | Spacewatch      | —         | MPC                           |
| 340641     | 2006 QO159 | 19 ago 2006 | Kitt Peak        | Spacewatch      | —         | MPC                           |
| 340642     | 2006 QX162 | 21 ago 2006 | Kitt Peak        | Spacewatch      | —         | MPC                           |
| 340643     | 2006 QZ163 | 29 ago 2006 | Catalina         | CSS             | —         | MPC                           |
| 340644     | 2006 QV166 | 29 ago 2006 | Catalina         | CSS             | —         | MPC                           |
| 340645     | 2006 QX167 | 30 ago 2006 | Anderson Mesa    | LONEOS          | —         | MPC                           |
| 340646     | 2006 QH169 | 31 ago 2006 | Socorro          | LINEAR          | —         | MPC                           |
| 340647     | 2006 QK173 | 22 ago 2006 | Cerro Tololo     | M. W. Buie      | —         | MPC                           |
| 340648     | 2006 QF183 | 21 ago 2006 | Kitt Peak        | Spacewatch      | —         | MPC                           |
| 340649     | 2006 QK183 | 28 ago 2006 | Kitt Peak        | Spacewatch      | —         | MPC                           |
| 340650     | 2006 QQ185 | 19 ago 2006 | Kitt Peak        | Spacewatch      | —         | MPC                           |
| 340651     | 2006 RQ1   | 12 set 2006 | Mayhill          | A. Lowe         | —         | MPC                           |
| 340652     | 2006 RD5   | 14 set 2006 | Catalina         | CSS             | —         | MPC                           |
| 340653     | 2006 RM7   | 11 set 2006 | Catalina         | CSS             | —         | MPC                           |
| 340654     | 2006 RZ11  | 13 set 2006 | Palomar          | NEAT            | —         | MPC                           |
| 340655     | 2006 RC12  | 13 set 2006 | Palomar          | NEAT            | —         | MPC                           |
| 340656     | 2006 RE13  | 14 set 2006 | Kitt Peak        | Spacewatch      | —         | MPC                           |
| 340657     | 2006 RW15  | 14 set 2006 | Catalina         | CSS             | —         | MPC                           |
| 340658     | 2006 RA17  | 14 set 2006 | Palomar          | NEAT            | —         | MPC                           |
| 340659     | 2006 RF17  | 14 set 2006 | Catalina         | CSS             | —         | MPC                           |
| 340660     | 2006 RR25  | 14 set 2006 | Kitt Peak        | Spacewatch      | —         | MPC                           |
| 340661     | 2006 RW26  | 14 set 2006 | Palomar          | NEAT            | —         | MPC                           |
| 340662     | 2006 RT28  | 15 set 2006 | Kitt Peak        | Spacewatch      | —         | MPC                           |
| 340663     | 2006 RO29  | 15 set 2006 | Kitt Peak        | Spacewatch      | —         | MPC                           |
| 340664     | 2006 RD30  | 15 set 2006 | Kitt Peak        | Spacewatch      | —         | MPC                           |
| 340665     | 2006 RA35  | 14 set 2006 | Palomar          | NEAT            | —         | MPC                           |
| 340666     | 2006 RO36  | 15 set 2006 | Socorro          | LINEAR          | —         | MPC                           |
| 340667     | 2006 RX36  | 12 set 2006 | Catalina         | CSS             | —         | MPC                           |
| 340668     | 2006 RE37  | 12 set 2006 | Catalina         | CSS             | —         | MPC                           |
| 340669     | 2006 RD39  | 14 set 2006 | Catalina         | CSS             | —         | MPC                           |
| 340670     | 2006 RH39  | 14 set 2006 | Catalina         | CSS             | —         | MPC                           |
| 340671     | 2006 RZ41  | 14 set 2006 | Kitt Peak        | Spacewatch      | —         | MPC                           |
| 340672     | 2006 RJ42  | 14 set 2006 | Kitt Peak        | Spacewatch      | Ursula    | MPC                           |
| 340673     | 2006 RV42  | 14 set 2006 | Kitt Peak        | Spacewatch      | —         | MPC                           |
| 340674     | 2006 RG43  | 14 set 2006 | Kitt Peak        | Spacewatch      | —         | MPC                           |
| 340675     | 2006 RQ54  | 14 set 2006 | Kitt Peak        | Spacewatch      | —         | MPC                           |
| 340676     | 2006 RY57  | 15 set 2006 | Kitt Peak        | Spacewatch      | —         | MPC                           |
| 340677     | 2006 RD65  | 14 set 2006 | Palomar          | NEAT            | —         | MPC                           |
| 340678     | 2006 RH67  | 15 set 2006 | Kitt Peak        | Spacewatch      | —         | MPC                           |
| 340679     | 2006 RM69  | 15 set 2006 | Kitt Peak        | Spacewatch      | —         | MPC                           |
| 340680     | 2006 RW77  | 15 set 2006 | Kitt Peak        | Spacewatch      | —         | MPC                           |
| 340681     | 2006 RN78  | 15 set 2006 | Kitt Peak        | Spacewatch      | —         | MPC                           |
| 340682     | 2006 RM81  | 15 set 2006 | Kitt Peak        | Spacewatch      | —         | MPC                           |
| 340683     | 2006 RS83  | 15 set 2006 | Kitt Peak        | Spacewatch      | —         | MPC                           |
| 340684     | 2006 RE94  | 15 set 2006 | Kitt Peak        | Spacewatch      | —         | MPC                           |
| 340685     | 2006 RD100 | 14 set 2006 | Catalina         | CSS             | —         | MPC                           |
| 340686     | 2006 RX101 | 14 set 2006 | Palomar          | NEAT            | —         | MPC                           |
| 340687     | 2006 RA108 | 14 set 2006 | Mauna Kea        | J. Masiero      | —         | MPC                           |
| 340688     | 2006 RY120 | 15 set 2006 | Kitt Peak        | Spacewatch      | —         | MPC                           |
| 340689     | 2006 RY121 | 15 set 2006 | Kitt Peak        | Spacewatch      | —         | MPC                           |
| 340690     | 2006 RH122 | 14 set 2006 | Kitt Peak        | Spacewatch      | —         | MPC                           |
| 340691     | 2006 RT122 | 6 set 2006  | Palomar          | NEAT            | —         | MPC                           |
| 340692     | 2006 SN    | 16 set 2006 | Goodricke-Pigott | R. A. Tucker    | —         | MPC                           |
| 340693     | 2006 SC2   | 16 set 2006 | Catalina         | CSS             | —         | MPC                           |
| 340694     | 2006 SW8   | 17 set 2006 | Catalina         | CSS             | —         | MPC                           |
| 340695     | 2006 SL9   | 30 ago 2006 | Anderson Mesa    | LONEOS          | —         | MPC                           |
| 340696     | 2006 SM11  | 16 set 2006 | Anderson Mesa    | LONEOS          | —         | MPC                           |
| 340697     | 2006 SY17  | 17 set 2006 | Kitt Peak        | Spacewatch      | —         | MPC                           |
| 340698     | 2006 SF21  | 16 set 2006 | Anderson Mesa    | LONEOS          | —         | MPC                           |
| 340699     | 2006 SM21  | 16 set 2006 | Palomar          | NEAT            | —         | MPC                           |
| 340700     | 2006 SC23  | 17 set 2006 | Anderson Mesa    | LONEOS          | —         | MPC                           |

## 340701–340800
| Designação | Designação | Descoberta  | Descoberta      | Descobridor(es)        | Categoria | Mais informações / Referência |
| Permanente | Provisória | Data        | Local           | Descobridor(es)        | Categoria | Mais informações / Referência |
| ---------- | ---------- | ----------- | --------------- | ---------------------- | --------- | ----------------------------- |
| 340701     | 2006 SA27  | 16 set 2006 | Catalina        | CSS                    | —         | MPC                           |
| 340702     | 2006 SU32  | 17 set 2006 | Kitt Peak       | Spacewatch             | —         | MPC                           |
| 340703     | 2006 SJ33  | 17 dez 2001 | Socorro         | LINEAR                 | —         | MPC                           |
| 340704     | 2006 SR33  | 17 set 2006 | Catalina        | CSS                    | —         | MPC                           |
| 340705     | 2006 SK36  | 17 set 2006 | Anderson Mesa   | LONEOS                 | —         | MPC                           |
| 340706     | 2006 SU38  | 18 set 2006 | Kitt Peak       | Spacewatch             | —         | MPC                           |
| 340707     | 2006 SN39  | 18 set 2006 | Socorro         | LINEAR                 | —         | MPC                           |
| 340708     | 2006 SQ39  | 18 set 2006 | Socorro         | LINEAR                 | —         | MPC                           |
| 340709     | 2006 SJ45  | 18 set 2006 | Kitt Peak       | Spacewatch             | —         | MPC                           |
| 340710     | 2006 SB47  | 19 set 2006 | Catalina        | CSS                    | —         | MPC                           |
| 340711     | 2006 SF47  | 19 set 2006 | Catalina        | CSS                    | —         | MPC                           |
| 340712     | 2006 ST52  | 19 set 2006 | Anderson Mesa   | LONEOS                 | —         | MPC                           |
| 340713     | 2006 SV55  | 18 set 2006 | Catalina        | CSS                    | —         | MPC                           |
| 340714     | 2006 SQ57  | 20 set 2006 | Črni Vrh        | Črni Vrh               | —         | MPC                           |
| 340715     | 2006 SE58  | 19 set 2006 | Kitt Peak       | Spacewatch             | —         | MPC                           |
| 340716     | 2006 SE64  | 18 set 2006 | Calvin-Rehoboth | Calvin–Rehoboth Obs.   | —         | MPC                           |
| 340717     | 2006 SA66  | 19 set 2006 | Kitt Peak       | Spacewatch             | —         | MPC                           |
| 340718     | 2006 SQ68  | 19 set 2006 | Kitt Peak       | Spacewatch             | —         | MPC                           |
| 340719     | 2006 SH70  | 19 set 2006 | Kitt Peak       | Spacewatch             | —         | MPC                           |
| 340720     | 2006 SR76  | 20 set 2006 | Kitt Peak       | Spacewatch             | —         | MPC                           |
| 340721     | 2006 SB85  | 18 set 2006 | Kitt Peak       | Spacewatch             | —         | MPC                           |
| 340722     | 2006 SC85  | 18 set 2006 | Kitt Peak       | Spacewatch             | —         | MPC                           |
| 340723     | 2006 SE114 | 23 set 2006 | Kitt Peak       | Spacewatch             | —         | MPC                           |
| 340724     | 2006 SM131 | 26 set 2006 | Cordell-Lorenz  | Cordell–Lorenz Obs.    | —         | MPC                           |
| 340725     | 2006 SV133 | 17 set 2006 | Catalina        | CSS                    | —         | MPC                           |
| 340726     | 2006 SH137 | 20 set 2006 | Catalina        | CSS                    | —         | MPC                           |
| 340727     | 2006 SP140 | 22 set 2006 | Catalina        | CSS                    | —         | MPC                           |
| 340728     | 2006 SM142 | 19 set 2006 | Catalina        | CSS                    | —         | MPC                           |
| 340729     | 2006 SL143 | 19 set 2006 | Kitt Peak       | Spacewatch             | —         | MPC                           |
| 340730     | 2006 SZ143 | 19 set 2006 | Kitt Peak       | Spacewatch             | —         | MPC                           |
| 340731     | 2006 SQ155 | 21 set 2006 | San Marcello    | Pistoia Mountains Obs. | —         | MPC                           |
| 340732     | 2006 SK163 | 24 set 2006 | Kitt Peak       | Spacewatch             | —         | MPC                           |
| 340733     | 2006 SO164 | 25 set 2006 | Kitt Peak       | Spacewatch             | —         | MPC                           |
| 340734     | 2006 SF165 | 25 set 2006 | Kitt Peak       | Spacewatch             | —         | MPC                           |
| 340735     | 2006 SX165 | 25 set 2006 | Kitt Peak       | Spacewatch             | Ursula    | MPC                           |
| 340736     | 2006 SD172 | 25 set 2006 | Kitt Peak       | Spacewatch             | —         | MPC                           |
| 340737     | 2006 SN179 | 25 set 2006 | Kitt Peak       | Spacewatch             | —         | MPC                           |
| 340738     | 2006 SJ190 | 26 set 2006 | Mount Lemmon    | Mount Lemmon Survey    | —         | MPC                           |
| 340739     | 2006 SL194 | 26 set 2006 | Kitt Peak       | Spacewatch             | —         | MPC                           |
| 340740     | 2006 SW198 | 23 set 2006 | Siding Spring   | SSS                    | —         | MPC                           |
| 340741     | 2006 SA200 | 24 set 2006 | Kitt Peak       | Spacewatch             | Ursula    | MPC                           |
| 340742     | 2006 SY206 | 25 set 2006 | Mount Lemmon    | Mount Lemmon Survey    | —         | MPC                           |
| 340743     | 2006 SC208 | 26 set 2006 | Kitt Peak       | Spacewatch             | —         | MPC                           |
| 340744     | 2006 SS210 | 26 set 2006 | Catalina        | CSS                    | —         | MPC                           |
| 340745     | 2006 SC215 | 27 set 2006 | Kitt Peak       | Spacewatch             | —         | MPC                           |
| 340746     | 2006 SO232 | 26 set 2006 | Kitt Peak       | Spacewatch             | Ursula    | MPC                           |
| 340747     | 2006 SE241 | 26 set 2006 | Kitt Peak       | Spacewatch             | —         | MPC                           |
| 340748     | 2006 SL243 | 26 set 2006 | Kitt Peak       | Spacewatch             | —         | MPC                           |
| 340749     | 2006 SK264 | 26 set 2006 | Kitt Peak       | Spacewatch             | —         | MPC                           |
| 340750     | 2006 SG270 | 29 ago 2006 | Catalina        | CSS                    | Brangane  | MPC                           |
| 340751     | 2006 SB276 | 28 set 2006 | Mount Lemmon    | Mount Lemmon Survey    | —         | MPC                           |
| 340752     | 2006 SC276 | 28 set 2006 | Mount Lemmon    | Mount Lemmon Survey    | —         | MPC                           |
| 340753     | 2006 SY282 | 26 set 2006 | Socorro         | LINEAR                 | Brangane  | MPC                           |
| 340754     | 2006 SV283 | 26 set 2006 | Catalina        | CSS                    | —         | MPC                           |
| 340755     | 2006 SD287 | 22 set 2006 | Anderson Mesa   | LONEOS                 | —         | MPC                           |
| 340756     | 2006 ST289 | 26 set 2006 | Catalina        | CSS                    | —         | MPC                           |
| 340757     | 2006 SQ294 | 25 set 2006 | Kitt Peak       | Spacewatch             | —         | MPC                           |
| 340758     | 2006 SH298 | 25 set 2006 | Mount Lemmon    | Mount Lemmon Survey    | —         | MPC                           |
| 340759     | 2006 SX300 | 26 set 2006 | Catalina        | CSS                    | —         | MPC                           |
| 340760     | 2006 SY307 | 27 set 2006 | Kitt Peak       | Spacewatch             | —         | MPC                           |
| 340761     | 2006 SL310 | 27 set 2006 | Kitt Peak       | Spacewatch             | —         | MPC                           |
| 340762     | 2006 SJ318 | 27 set 2006 | Kitt Peak       | Spacewatch             | —         | MPC                           |
| 340763     | 2006 SH323 | 27 set 2006 | Kitt Peak       | Spacewatch             | —         | MPC                           |
| 340764     | 2006 SS324 | 27 set 2006 | Kitt Peak       | Spacewatch             | —         | MPC                           |
| 340765     | 2006 SY324 | 27 set 2006 | Catalina        | CSS                    | —         | MPC                           |
| 340766     | 2006 SF327 | 27 set 2006 | Kitt Peak       | Spacewatch             | —         | MPC                           |
| 340767     | 2006 SN329 | 27 set 2006 | Kitt Peak       | Spacewatch             | Ursula    | MPC                           |
| 340768     | 2006 SS333 | 28 set 2006 | Kitt Peak       | Spacewatch             | —         | MPC                           |
| 340769     | 2006 SM334 | 28 set 2006 | Kitt Peak       | Spacewatch             | —         | MPC                           |
| 340770     | 2006 SW335 | 28 set 2006 | Kitt Peak       | Spacewatch             | —         | MPC                           |
| 340771     | 2006 SF336 | 28 set 2006 | Kitt Peak       | Spacewatch             | —         | MPC                           |
| 340772     | 2006 SP347 | 28 set 2006 | Kitt Peak       | Spacewatch             | —         | MPC                           |
| 340773     | 2006 SR351 | 30 set 2006 | Kitt Peak       | Spacewatch             | —         | MPC                           |
| 340774     | 2006 SR353 | 30 set 2006 | Catalina        | CSS                    | —         | MPC                           |
| 340775     | 2006 SO358 | 30 set 2006 | Catalina        | CSS                    | —         | MPC                           |
| 340776     | 2006 SG366 | 30 set 2006 | Mount Lemmon    | Mount Lemmon Survey    | —         | MPC                           |
| 340777     | 2006 SM368 | 27 set 2006 | Mount Lemmon    | Mount Lemmon Survey    | —         | MPC                           |
| 340778     | 2006 SL375 | 17 set 2006 | Apache Point    | A. C. Becker           | —         | MPC                           |
| 340779     | 2006 SD379 | 19 set 2006 | Apache Point    | A. C. Becker           | Ursula    | MPC                           |
| 340780     | 2006 SA380 | 27 set 2006 | Apache Point    | A. C. Becker           | —         | MPC                           |
| 340781     | 2006 SM382 | 28 set 2006 | Apache Point    | A. C. Becker           | —         | MPC                           |
| 340782     | 2006 SM383 | 29 set 2006 | Apache Point    | A. C. Becker           | —         | MPC                           |
| 340783     | 2006 SV383 | 29 set 2006 | Apache Point    | A. C. Becker           | —         | MPC                           |
| 340784     | 2006 SW391 | 19 set 2006 | Anderson Mesa   | LONEOS                 | —         | MPC                           |
| 340785     | 2006 SY394 | 28 set 2006 | Catalina        | CSS                    | —         | MPC                           |
| 340786     | 2006 SZ394 | 30 set 2006 | Kitt Peak       | Spacewatch             | —         | MPC                           |
| 340787     | 2006 SN395 | 17 set 2006 | Mauna Kea       | J. Masiero             | —         | MPC                           |
| 340788     | 2006 SD403 | 27 set 2006 | Kitt Peak       | Spacewatch             | —         | MPC                           |
| 340789     | 2006 SE403 | 27 set 2006 | Mount Lemmon    | Mount Lemmon Survey    | —         | MPC                           |
| 340790     | 2006 SJ405 | 17 set 2006 | Kitt Peak       | Spacewatch             | —         | MPC                           |
| 340791     | 2006 TE10  | 16 set 2006 | Catalina        | CSS                    | —         | MPC                           |
| 340792     | 2006 TW15  | 11 out 2006 | Kitt Peak       | Spacewatch             | —         | MPC                           |
| 340793     | 2006 TZ15  | 11 out 2006 | Kitt Peak       | Spacewatch             | —         | MPC                           |
| 340794     | 2006 TG16  | 11 out 2006 | Kitt Peak       | Spacewatch             | —         | MPC                           |
| 340795     | 2006 TT44  | 12 out 2006 | Kitt Peak       | Spacewatch             | —         | MPC                           |
| 340796     | 2006 TB60  | 13 out 2006 | Kitt Peak       | Spacewatch             | —         | MPC                           |
| 340797     | 2006 TB65  | 11 out 2006 | Kitt Peak       | Spacewatch             | Ursula    | MPC                           |
| 340798     | 2006 TF66  | 11 out 2006 | Palomar         | NEAT                   | —         | MPC                           |
| 340799     | 2006 TL66  | 11 out 2006 | Palomar         | NEAT                   | —         | MPC                           |
| 340800     | 2006 TT68  | 11 out 2006 | Palomar         | NEAT                   | Brangane  | MPC                           |

## 340801–340900
| Designação            | Designação | Descoberta  | Descoberta        | Descobridor(es)     | Categoria | Mais informações / Referência |
| Permanente            | Provisória | Data        | Local             | Descobridor(es)     | Categoria | Mais informações / Referência |
| --------------------- | ---------- | ----------- | ----------------- | ------------------- | --------- | ----------------------------- |
| 340801                | 2006 TZ68  | 11 out 2006 | Palomar           | NEAT                | —         | MPC                           |
| 340802                | 2006 TD70  | 11 out 2006 | Palomar           | NEAT                | —         | MPC                           |
| 340803                | 2006 TC71  | 11 out 2006 | Palomar           | NEAT                | —         | MPC                           |
| 340804                | 2006 TR78  | 12 out 2006 | Palomar           | NEAT                | —         | MPC                           |
| 340805                | 2006 TY98  | 15 out 2006 | Kitt Peak         | Spacewatch          | —         | MPC                           |
| 340806                | 2006 TQ103 | 15 out 2006 | Kitt Peak         | Spacewatch          | —         | MPC                           |
| 340807                | 2006 TO105 | 15 out 2006 | Kitt Peak         | Spacewatch          | Ursula    | MPC                           |
| 340808                | 2006 TF111 | 1 out 2006  | Apache Point      | A. C. Becker        | —         | MPC                           |
| 340809                | 2006 UA3   | 16 out 2006 | Catalina          | CSS                 | Juno      | MPC                           |
| 340810                | 2006 UY4   | 16 out 2006 | Kitt Peak         | Spacewatch          | —         | MPC                           |
| 340811                | 2006 UR11  | 17 out 2006 | Mount Lemmon      | Mount Lemmon Survey | —         | MPC                           |
| 340812                | 2006 UM20  | 16 out 2006 | Kitt Peak         | Spacewatch          | Ursula    | MPC                           |
| 340813                | 2006 UD26  | 16 out 2006 | Mount Lemmon      | Mount Lemmon Survey | —         | MPC                           |
| 340814                | 2006 UR29  | 16 out 2006 | Kitt Peak         | Spacewatch          | —         | MPC                           |
| 340815                | 2006 UW55  | 18 out 2006 | Kitt Peak         | Spacewatch          | Brangane  | MPC                           |
| 340816                | 2006 UE56  | 20 nov 2001 | Socorro           | LINEAR              | —         | MPC                           |
| 340817                | 2006 UE80  | 17 out 2006 | Mount Lemmon      | Mount Lemmon Survey | —         | MPC                           |
| 340818                | 2006 UQ82  | 17 out 2006 | Kitt Peak         | Spacewatch          | —         | MPC                           |
| 340819                | 2006 UT87  | 17 out 2006 | Mount Lemmon      | Mount Lemmon Survey | —         | MPC                           |
| 340820                | 2006 UU96  | 18 out 2006 | Kitt Peak         | Spacewatch          | —         | MPC                           |
| 340821                | 2006 UQ110 | 19 out 2006 | Kitt Peak         | Spacewatch          | —         | MPC                           |
| 340822                | 2006 UT125 | 19 out 2006 | Kitt Peak         | Spacewatch          | —         | MPC                           |
| 340823                | 2006 UY131 | 19 out 2006 | Palomar           | NEAT                | —         | MPC                           |
| 340824                | 2006 UN147 | 20 out 2006 | Mount Lemmon      | Mount Lemmon Survey | —         | MPC                           |
| 340825                | 2006 UL148 | 20 out 2006 | Mount Lemmon      | Mount Lemmon Survey | —         | MPC                           |
| 340826                | 2006 UF152 | 20 out 2006 | Catalina          | CSS                 | —         | MPC                           |
| 340827                | 2006 UR175 | 16 out 2006 | Catalina          | CSS                 | —         | MPC                           |
| 340828                | 2006 UW175 | 16 out 2006 | Catalina          | CSS                 | —         | MPC                           |
| 340829                | 2006 UD209 | 23 out 2006 | Kitt Peak         | Spacewatch          | Ursula    | MPC                           |
| 340830                | 2006 UU241 | 27 out 2006 | Kitt Peak         | Spacewatch          | —         | MPC                           |
| 340831                | 2006 UO242 | 27 out 2006 | Kitt Peak         | Spacewatch          | —         | MPC                           |
| 340832                | 2006 UE262 | 28 out 2006 | Mount Lemmon      | Mount Lemmon Survey | —         | MPC                           |
| 340833                | 2006 UU270 | 27 out 2006 | Mount Lemmon      | Mount Lemmon Survey | —         | MPC                           |
| 340834                | 2006 UP306 | 17 set 1995 | Kitt Peak         | Spacewatch          | —         | MPC                           |
| 340835                | 2006 VO4   | 9 nov 2006  | Kitt Peak         | Spacewatch          | —         | MPC                           |
| 340836                | 2006 VO13  | 14 nov 2006 | Kitt Peak         | Spacewatch          | —         | MPC                           |
| 340837                | 2006 VC96  | 10 nov 2006 | Kitt Peak         | Spacewatch          | —         | MPC                           |
| 340838                | 2006 VL129 | 15 nov 2006 | Socorro           | LINEAR              | —         | MPC                           |
| 340839                | 2006 VB139 | 15 nov 2006 | Mount Lemmon      | Mount Lemmon Survey | —         | MPC                           |
| 340840                | 2006 WF11  | 16 nov 2006 | Socorro           | LINEAR              | —         | MPC                           |
| 340841                | 2006 WJ39  | 16 nov 2006 | Kitt Peak         | Spacewatch          | —         | MPC                           |
| 340842                | 2006 WT69  | 18 nov 2006 | Kitt Peak         | Spacewatch          | Ursula    | MPC                           |
| 340843                | 2006 WJ89  | 18 nov 2006 | Kitt Peak         | Spacewatch          | —         | MPC                           |
| 340844                | 2006 WK139 | 19 nov 2006 | Kitt Peak         | Spacewatch          | —         | MPC                           |
| 340845                | 2006 WY150 | 20 nov 2006 | Mount Lemmon      | Mount Lemmon Survey | Juno      | MPC                           |
| 340846                | 2006 XH22  | 12 dez 2006 | Kitt Peak         | Spacewatch          | —         | MPC                           |
| 340847                | 2006 XY26  | 12 dez 2006 | Catalina          | CSS                 | —         | MPC                           |
| 340848                | 2006 XO27  | 13 dez 2006 | Kitt Peak         | Spacewatch          | —         | MPC                           |
| 340849                | 2006 XJ31  | 13 dez 2006 | Kitt Peak         | Spacewatch          | —         | MPC                           |
| 340850                | 2006 XN37  | 11 dez 2006 | Kitt Peak         | Spacewatch          | —         | MPC                           |
| 340851                | 2006 YZ29  | 21 dez 2006 | Kitt Peak         | Spacewatch          | —         | MPC                           |
| 340852                | 2006 YP34  | 21 dez 2006 | Kitt Peak         | Spacewatch          | —         | MPC                           |
| 340853                | 2006 YP46  | 21 dez 2006 | Mount Lemmon      | Mount Lemmon Survey | —         | MPC                           |
| 340854                | 2006 YN54  | 24 dez 2006 | Kitt Peak         | Spacewatch          | —         | MPC                           |
| 340855                | 2007 AB8   | 11 jan 2007 | Pla D'Arguines    | R. Ferrando         | —         | MPC                           |
| 340856                | 2007 AS23  | 10 jan 2007 | Mount Lemmon      | Mount Lemmon Survey | —         | MPC                           |
| 340857                | 2007 AL28  | 9 jan 2007  | Kitt Peak         | Spacewatch          | Mitidika  | MPC                           |
| 340858                | 2007 BQ5   | 17 jan 2007 | Palomar           | NEAT                | —         | MPC                           |
| 340859                | 2007 BQ7   | 17 jan 2007 | Kitt Peak         | Spacewatch          | —         | MPC                           |
| 340860                | 2007 BL10  | 17 jan 2007 | Palomar           | NEAT                | —         | MPC                           |
| 340861                | 2007 BN17  | 17 jan 2007 | Palomar           | NEAT                | —         | MPC                           |
| 340862                | 2007 BG23  | 24 jan 2007 | Mount Lemmon      | Mount Lemmon Survey | —         | MPC                           |
| 340863                | 2007 BH24  | 24 jan 2007 | Mount Lemmon      | Mount Lemmon Survey | —         | MPC                           |
| 340864                | 2007 BM24  | 24 jan 2007 | Mount Lemmon      | Mount Lemmon Survey | —         | MPC                           |
| 340865                | 2007 BY26  | 24 jan 2007 | Catalina          | CSS                 | —         | MPC                           |
| 340866                | 2007 BF27  | 24 jan 2007 | Catalina          | CSS                 | —         | MPC                           |
| 340867                | 2007 BM49  | 22 jan 2007 | Lulin Observatory | H.-C. Lin, Q.-z. Ye | —         | MPC                           |
| 340868                | 2007 BC63  | 27 jan 2007 | Mount Lemmon      | Mount Lemmon Survey | —         | MPC                           |
| 340869                | 2007 BJ69  | 27 jan 2007 | Mount Lemmon      | Mount Lemmon Survey | —         | MPC                           |
| 340870                | 2007 BA70  | 27 jan 2007 | Mount Lemmon      | Mount Lemmon Survey | —         | MPC                           |
| 340871                | 2007 BU75  | 25 jan 2007 | Kitt Peak         | Spacewatch          | —         | MPC                           |
| 340872                | 2007 BR76  | 17 jan 2007 | Kitt Peak         | Spacewatch          | —         | MPC                           |
| 340873                | 2007 BX76  | 9 jan 2007  | Kitt Peak         | Spacewatch          | —         | MPC                           |
| 340874                | 2007 BE79  | 27 jan 2007 | Kitt Peak         | Spacewatch          | —         | MPC                           |
| 340875                | 2007 BW101 | 17 jan 2007 | Kitt Peak         | Spacewatch          | —         | MPC                           |
| 340876                | 2007 CY2   | 6 fev 2007  | Kitt Peak         | Spacewatch          | —         | MPC                           |
| 340877                | 2007 CR10  | 6 fev 2007  | Mount Lemmon      | Mount Lemmon Survey | —         | MPC                           |
| 340878                | 2007 CE16  | 6 fev 2007  | Mount Lemmon      | Mount Lemmon Survey | —         | MPC                           |
| 340879                | 2007 CF21  | 6 fev 2007  | Mount Lemmon      | Mount Lemmon Survey | —         | MPC                           |
| 340880                | 2007 CE25  | 8 fev 2007  | Kitt Peak         | Spacewatch          | —         | MPC                           |
| 340881                | 2007 CZ25  | 9 fev 2007  | Kitt Peak         | Spacewatch          | —         | MPC                           |
| 340882                | 2007 CH36  | 6 fev 2007  | Kitt Peak         | Spacewatch          | —         | MPC                           |
| 340883                | 2007 CC39  | 6 fev 2007  | Mount Lemmon      | Mount Lemmon Survey | —         | MPC                           |
| 340884                | 2007 CA42  | 7 fev 2007  | Kitt Peak         | Spacewatch          | —         | MPC                           |
| 340885                | 2007 CQ42  | 7 fev 2007  | Mount Lemmon      | Mount Lemmon Survey | —         | MPC                           |
| 340886                | 2007 CR45  | 8 fev 2007  | Palomar           | NEAT                | Juno      | MPC                           |
| 340887                | 2007 CQ49  | 10 fev 2007 | Mount Lemmon      | Mount Lemmon Survey | —         | MPC                           |
| 340888                | 2007 CY52  | 13 fev 2007 | Socorro           | LINEAR              | —         | MPC                           |
| 340889                | 2007 CL53  | 17 jan 2007 | Kitt Peak         | Spacewatch          | —         | MPC                           |
| 340890                | 2007 CQ53  | 15 fev 2007 | Palomar           | NEAT                | —         | MPC                           |
| 340891 Londoncommorch | 2007 CO54  | 14 fev 2007 | Lulin Observatory | Q.-z. Ye, C.-S. Lin | —         | MPC                           |
| 340892                | 2007 CN57  | 9 fev 2007  | Catalina          | CSS                 | —         | MPC                           |
| 340893                | 2007 CQ57  | 9 fev 2007  | Catalina          | CSS                 | —         | MPC                           |
| 340894                | 2007 CG60  | 10 fev 2007 | Catalina          | CSS                 | —         | MPC                           |
| 340895                | 2007 CH63  | 15 fev 2007 | Palomar           | NEAT                | —         | MPC                           |
| 340896                | 2007 CJ63  | 15 fev 2007 | Palomar           | NEAT                | —         | MPC                           |
| 340897                | 2007 CQ64  | 10 fev 2007 | Mount Lemmon      | Mount Lemmon Survey | —         | MPC                           |
| 340898                | 2007 DV3   | 16 fev 2007 | Mount Lemmon      | Mount Lemmon Survey | —         | MPC                           |
| 340899                | 2007 DA15  | 17 fev 2007 | Kitt Peak         | Spacewatch          | —         | MPC                           |
| 340900                | 2007 DB21  | 17 fev 2007 | Kitt Peak         | Spacewatch          | —         | MPC                           |

## 340901–341000
| Designação        | Designação | Descoberta  | Descoberta     | Descobridor(es)     | Categoria | Mais informações / Referência |
| Permanente        | Provisória | Data        | Local          | Descobridor(es)     | Categoria | Mais informações / Referência |
| ----------------- | ---------- | ----------- | -------------- | ------------------- | --------- | ----------------------------- |
| 340901            | 2007 DU25  | 17 fev 2007 | Kitt Peak      | Spacewatch          | —         | MPC                           |
| 340902            | 2007 DK26  | 17 fev 2007 | Kitt Peak      | Spacewatch          | —         | MPC                           |
| 340903            | 2007 DX26  | 17 fev 2007 | Kitt Peak      | Spacewatch          | —         | MPC                           |
| 340904            | 2007 DE33  | 17 fev 2007 | Kitt Peak      | Spacewatch          | —         | MPC                           |
| 340905            | 2007 DT33  | 17 fev 2007 | Kitt Peak      | Spacewatch          | —         | MPC                           |
| 340906            | 2007 DB37  | 17 fev 2007 | Kitt Peak      | Spacewatch          | —         | MPC                           |
| 340907            | 2007 DC38  | 17 fev 2007 | Kitt Peak      | Spacewatch          | —         | MPC                           |
| 340908            | 2007 DM38  | 17 fev 2007 | Kitt Peak      | Spacewatch          | —         | MPC                           |
| 340909            | 2007 DP38  | 17 fev 2007 | Kitt Peak      | Spacewatch          | —         | MPC                           |
| 340910            | 2007 DZ46  | 21 fev 2007 | Socorro        | LINEAR              | —         | MPC                           |
| 340911            | 2007 DB52  | 17 fev 2007 | Mount Lemmon   | Mount Lemmon Survey | —         | MPC                           |
| 340912            | 2007 DX53  | 19 fev 2007 | Mount Lemmon   | Mount Lemmon Survey | —         | MPC                           |
| 340913            | 2007 DH64  | 21 fev 2007 | Kitt Peak      | Spacewatch          | —         | MPC                           |
| 340914            | 2007 DU72  | 21 fev 2007 | Kitt Peak      | Spacewatch          | Mitidika  | MPC                           |
| 340915            | 2007 DW75  | 21 fev 2007 | Mount Lemmon   | Mount Lemmon Survey | —         | MPC                           |
| 340916            | 2007 DM80  | 23 fev 2007 | Mount Lemmon   | Mount Lemmon Survey | —         | MPC                           |
| 340917            | 2007 DP91  | 24 nov 2006 | Kitt Peak      | Spacewatch          | —         | MPC                           |
| 340918            | 2007 DZ95  | 23 fev 2007 | Kitt Peak      | Spacewatch          | —         | MPC                           |
| 340919            | 2007 DU96  | 17 fev 2007 | Mount Lemmon   | Mount Lemmon Survey | —         | MPC                           |
| 340920            | 2007 DM105 | 16 fev 2007 | Mount Lemmon   | Mount Lemmon Survey | —         | MPC                           |
| 340921            | 2007 DB111 | 23 fev 2007 | Mount Lemmon   | Mount Lemmon Survey | —         | MPC                           |
| 340922            | 2007 DY111 | 25 fev 2007 | Mount Lemmon   | Mount Lemmon Survey | —         | MPC                           |
| 340923            | 2007 DE112 | 26 fev 2007 | Mount Lemmon   | Mount Lemmon Survey | —         | MPC                           |
| 340924            | 2007 DD114 | 25 fev 2007 | Mount Lemmon   | Mount Lemmon Survey | Phocaea   | MPC                           |
| 340925            | 2007 DG115 | 23 fev 2007 | Kitt Peak      | Spacewatch          | —         | MPC                           |
| 340926            | 2007 EP    | 16 nov 2006 | Mount Lemmon   | Mount Lemmon Survey | —         | MPC                           |
| 340927            | 2007 EK2   | 9 mar 2007  | Kitt Peak      | Spacewatch          | —         | MPC                           |
| 340928            | 2007 EU4   | 28 jan 2003 | Kitt Peak      | Spacewatch          | —         | MPC                           |
| 340929            | 2007 ET9   | 9 mar 2007  | Saint-Sulpice  | B. Christophe       | —         | MPC                           |
| 340930            | 2007 EF11  | 9 mar 2007  | Kitt Peak      | Spacewatch          | —         | MPC                           |
| 340931            | 2007 EH12  | 9 mar 2007  | Palomar        | NEAT                | —         | MPC                           |
| 340932            | 2007 EE17  | 23 fev 2007 | Socorro        | LINEAR              | —         | MPC                           |
| 340933            | 2007 EQ20  | 10 mar 2007 | Kitt Peak      | Spacewatch          | —         | MPC                           |
| 340934            | 2007 EJ21  | 10 mar 2007 | Kitt Peak      | Spacewatch          | —         | MPC                           |
| 340935            | 2007 EP21  | 10 mar 2007 | Mount Lemmon   | Mount Lemmon Survey | —         | MPC                           |
| 340936            | 2007 EF25  | 10 mar 2007 | Mount Lemmon   | Mount Lemmon Survey | Mitidika  | MPC                           |
| 340937            | 2007 EV34  | 10 mar 2007 | Palomar        | NEAT                | —         | MPC                           |
| 340938            | 2007 EF37  | 11 mar 2007 | Mount Lemmon   | Mount Lemmon Survey | —         | MPC                           |
| 340939            | 2007 EP39  | 12 mar 2007 | Marly          | P. Kocher           | —         | MPC                           |
| 340940            | 2007 EK41  | 9 mar 2007  | Catalina       | CSS                 | —         | MPC                           |
| 340941            | 2007 EY43  | 9 mar 2007  | Kitt Peak      | Spacewatch          | —         | MPC                           |
| 340942            | 2007 EB45  | 9 mar 2007  | Catalina       | CSS                 | —         | MPC                           |
| 340943            | 2007 EC45  | 9 mar 2007  | Kitt Peak      | Spacewatch          | —         | MPC                           |
| 340944            | 2007 EO45  | 9 mar 2007  | Kitt Peak      | Spacewatch          | —         | MPC                           |
| 340945            | 2007 EA49  | 9 mar 2007  | Kitt Peak      | Spacewatch          | —         | MPC                           |
| 340946            | 2007 EO56  | 12 mar 2007 | Kitt Peak      | Spacewatch          | —         | MPC                           |
| 340947            | 2007 EJ58  | 9 mar 2007  | Mount Lemmon   | Mount Lemmon Survey | —         | MPC                           |
| 340948            | 2007 ES66  | 10 mar 2007 | Kitt Peak      | Spacewatch          | —         | MPC                           |
| 340949            | 2007 EO68  | 10 mar 2007 | Palomar        | NEAT                | —         | MPC                           |
| 340950            | 2007 EV70  | 10 mar 2007 | Kitt Peak      | Spacewatch          | —         | MPC                           |
| 340951            | 2007 ER71  | 10 mar 2007 | Kitt Peak      | Spacewatch          | —         | MPC                           |
| 340952            | 2007 EN75  | 10 mar 2007 | Kitt Peak      | Spacewatch          | —         | MPC                           |
| 340953            | 2007 EU77  | 10 mar 2007 | Mount Lemmon   | Mount Lemmon Survey | —         | MPC                           |
| 340954            | 2007 EL79  | 10 mar 2007 | Kitt Peak      | Spacewatch          | —         | MPC                           |
| 340955            | 2007 EY81  | 11 mar 2007 | Catalina       | CSS                 | —         | MPC                           |
| 340956            | 2007 EK85  | 12 mar 2007 | Kitt Peak      | Spacewatch          | —         | MPC                           |
| 340957            | 2007 ER88  | 27 fev 2007 | Kitt Peak      | Spacewatch          | —         | MPC                           |
| 340958            | 2007 ET88  | 9 mar 2007  | Kitt Peak      | Spacewatch          | —         | MPC                           |
| 340959            | 2007 EZ89  | 9 mar 2007  | Mount Lemmon   | Mount Lemmon Survey | —         | MPC                           |
| 340960            | 2007 EH92  | 23 fev 2007 | Kitt Peak      | Spacewatch          | —         | MPC                           |
| 340961            | 2007 EW92  | 10 mar 2007 | Mount Lemmon   | Mount Lemmon Survey | Pallas    | MPC                           |
| 340962            | 2007 ET98  | 11 mar 2007 | Kitt Peak      | Spacewatch          | —         | MPC                           |
| 340963            | 2007 EH101 | 11 mar 2007 | Kitt Peak      | Spacewatch          | —         | MPC                           |
| 340964            | 2007 EJ101 | 11 mar 2007 | Kitt Peak      | Spacewatch          | —         | MPC                           |
| 340965            | 2007 EA105 | 11 mar 2007 | Mount Lemmon   | Mount Lemmon Survey | —         | MPC                           |
| 340966            | 2007 EG106 | 11 mar 2007 | Kitt Peak      | Spacewatch          | —         | MPC                           |
| 340967            | 2007 EA111 | 11 mar 2007 | Kitt Peak      | Spacewatch          | —         | MPC                           |
| 340968            | 2007 EL112 | 11 mar 2007 | Mount Lemmon   | Mount Lemmon Survey | —         | MPC                           |
| 340969            | 2007 EF116 | 13 mar 2007 | Mount Lemmon   | Mount Lemmon Survey | —         | MPC                           |
| 340970            | 2007 EP117 | 13 mar 2007 | Mount Lemmon   | Mount Lemmon Survey | —         | MPC                           |
| 340971            | 2007 EY117 | 13 mar 2007 | Mount Lemmon   | Mount Lemmon Survey | —         | MPC                           |
| 340972            | 2007 EM130 | 9 mar 2007  | Mount Lemmon   | Mount Lemmon Survey | —         | MPC                           |
| 340973            | 2007 EF137 | 10 fev 2007 | Catalina       | CSS                 | —         | MPC                           |
| 340974            | 2007 EW137 | 11 mar 2007 | Anderson Mesa  | LONEOS              | —         | MPC                           |
| 340975            | 2007 EG141 | 12 mar 2007 | Kitt Peak      | Spacewatch          | —         | MPC                           |
| 340976            | 2007 EH167 | 12 mar 2007 | Mount Lemmon   | Mount Lemmon Survey | —         | MPC                           |
| 340977            | 2007 EK167 | 12 mar 2007 | Catalina       | CSS                 | —         | MPC                           |
| 340978            | 2007 ET167 | 13 mar 2007 | Mount Lemmon   | Mount Lemmon Survey | —         | MPC                           |
| 340979            | 2007 EF169 | 13 mar 2007 | Kitt Peak      | Spacewatch          | —         | MPC                           |
| 340980 Bad Vilbel | 2007 EJ171 | 15 mar 2007 | Bergen-Enkheim | U. Süßenberger      | —         | MPC                           |
| 340981            | 2007 EC175 | 14 mar 2007 | Kitt Peak      | Spacewatch          | —         | MPC                           |
| 340982            | 2007 EB176 | 14 mar 2007 | Kitt Peak      | Spacewatch          | —         | MPC                           |
| 340983            | 2007 EC181 | 14 mar 2007 | Kitt Peak      | Spacewatch          | Phocaea   | MPC                           |
| 340984            | 2007 EW182 | 7 mar 2003  | Anderson Mesa  | LONEOS              | —         | MPC                           |
| 340985            | 2007 ED183 | 12 mar 2007 | Mount Lemmon   | Mount Lemmon Survey | —         | MPC                           |
| 340986            | 2007 ET185 | 14 mar 2007 | Mount Lemmon   | Mount Lemmon Survey | —         | MPC                           |
| 340987            | 2007 EY191 | 13 mar 2007 | Kitt Peak      | Spacewatch          | —         | MPC                           |
| 340988            | 2007 EM192 | 14 mar 2007 | Kitt Peak      | Spacewatch          | —         | MPC                           |
| 340989            | 2007 EU192 | 10 mar 2007 | Mount Lemmon   | Mount Lemmon Survey | —         | MPC                           |
| 340990            | 2007 EB198 | 15 mar 2007 | Kitt Peak      | Spacewatch          | —         | MPC                           |
| 340991            | 2007 EH198 | 15 mar 2007 | Mount Lemmon   | Mount Lemmon Survey | —         | MPC                           |
| 340992            | 2007 EJ198 | 15 mar 2007 | Mount Lemmon   | Mount Lemmon Survey | —         | MPC                           |
| 340993            | 2007 EL199 | 13 mar 2007 | Catalina       | CSS                 | —         | MPC                           |
| 340994            | 2007 EA210 | 8 mar 2007  | Palomar        | NEAT                | —         | MPC                           |
| 340995            | 2007 EK212 | 8 mar 2007  | Palomar        | NEAT                | —         | MPC                           |
| 340996            | 2007 EL214 | 9 mar 2007  | Kitt Peak      | Spacewatch          | —         | MPC                           |
| 340997            | 2007 EO215 | 12 mar 2007 | Catalina       | CSS                 | —         | MPC                           |
| 340998            | 2007 EP215 | 12 mar 2007 | Catalina       | CSS                 | —         | MPC                           |
| 340999            | 2007 EV216 | 15 mar 2007 | Catalina       | CSS                 | —         | MPC                           |
| 341000            | 2007 EK220 | 14 mar 2007 | Kitt Peak      | Spacewatch          | —         | MPC                           |